# Unternehmen Michael
In der als Unternehmen Michael oder Kaiserschlacht bezeichneten Offensive versuchte das Deutsche Reich, im März und April 1918 den militärischen Sieg an der Westfront gegen die Entente-Mächte zu erzwingen. Bei den Engländern wurde die Schlacht als Zweite Schlacht an der Somme, von den Deutschen auch als Große Schlacht in Frankreich tituliert. Insgesamt wurden in der deutschen Märzoffensive 73 Divisionen mit einer Million Mann eingesetzt. Die Oberste Heeresleitung beabsichtigte, beiderseits der Somme über Amiens bis an das Meer durchzubrechen, die französische Front an der Nahtstelle zur britischen zu trennen und die Engländer nach Norden abzudrängen. Schon am ersten Tag des Unternehmens, dem 21. März konnte die Verteidigung des Gegners durchbrochen werden. Zwei der drei angesetzten Armeen konnten beidseitig von St. Quentin den taktischen Durchbruch erreichen und in den ersten drei Tagen auf breiter Front bis zu 20 Kilometer tief vordringen und dabei die britische 5. Armee zerschlagen. Obwohl der Angriff der nördlicher angesetzten Armee nicht vorankam, erweiterte die Oberste Heeresleitung mit ihren Weisungen vom 23. und 26. März die Operationsziele bedeutend. Damit aber lief die Operation strahlenförmig auseinander und verlor ihre anfängliche Wucht. Ende März begann der Vormarsch durch französische und britische Gegenstöße zu stocken. Man hatte ein Gebiet von etwa 80 Kilometern Breite und 65 Kilometer Tiefe erobert, aber der Besitz des in den Vorjahreskämpfen zerwühlten Geländes erwies sich in militärischer Sicht nur als Nachteil. Feldmarschall Douglas Haig konnte weitere 8 britische Divisionen heranziehen, so dass er im Angriffsabschnitt über 46 Infanterie-Divisionen und 3 Kavallerie-Divisionen verfügte und die neue Frontlinie in Gegenstößen zwischen Montdidier und Amiens stabilisieren konnte. Am 5. April wurde die festgelaufene Operation von den Deutschen abgebrochen, neue Anstrengungen wurden für die folgende Offensive in Flandern an der Lys unternommen.

## Gesamtlage um den Jahreswechsel 1917/1918

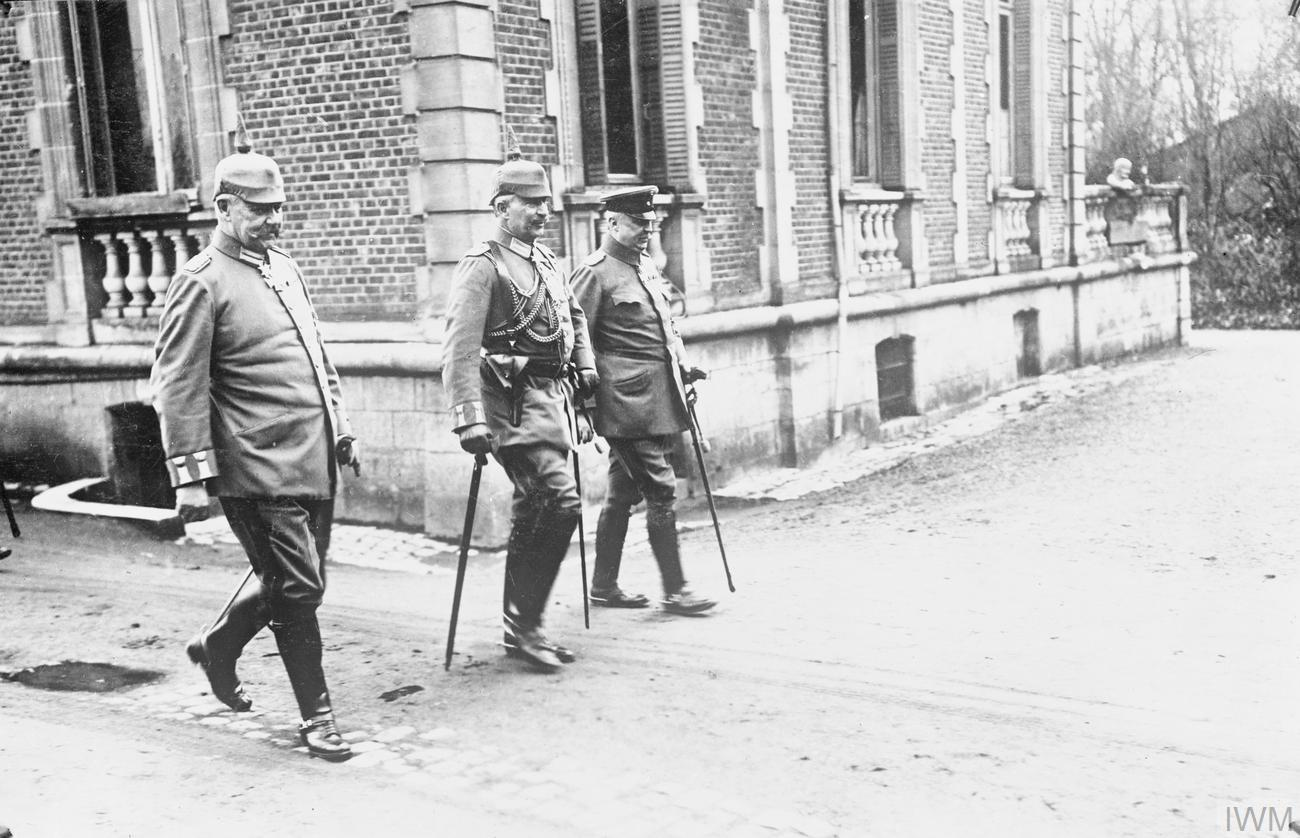
Kaiser Wilhelm II. mit Hindenburg und Ludendorff in Spa

Der erfolgreiche Gegenangriff in der Schlacht von Cambrai Anfang Dezember 1917 hatte der Obersten Heeresleitung gezeigt, dass die Briten trotz ihrer neuen Tanks noch zu besiegen waren. Ende 1917 wurden an der Ostfront Russland und Rumänien zum Waffenstillstand gezwungen, die Friedensverhandlungen von Brest-Litowsk standen vor dem Abschluss. Die Dritte Flandernschlacht in der zweiten Jahreshälfte 1917 hatte den Briten geringe Geländegewinne und hohe Verluste gebracht. Die Franzosen waren nach der katastrophal verlaufenen Nivelle-Offensive vom April 1917 fast das gesamte Jahr über nicht mehr offensiv in Erscheinung getreten. Freilich waren die Deutschen über die Ursache hierfür, die massiven Meutereien in der französischen Armee 1917, nicht informiert und glaubten an eine allgemeine Schwächung, die dafür verantwortlich sei. Der Hauptgegner, so glaubten sie, sei die britische Armee, die es nun vom Kontinent zu vertreiben gelte. Nach der Schlacht von Karfreit an der italienischen Front hatten die Alliierten im Herbst 1917 zudem umfangreiche Verstärkungen nach Italien in Marsch setzen müssen, um einen Zusammenbruch des Verbündeten zu verhindern. Dies dünnte die Kräfte an der Westfront zusätzlich aus. Insgesamt schienen die Voraussetzungen für eine kriegsentscheidende Offensive also durchaus günstig.
Die deutsche Heeresleitung unter Hindenburg und Ludendorff war sich bewusst, dass die letzte erfolgversprechende Chance zum Sieg an der Westfront angebrochen war. Eine Reihe von Divisionen der Ostfront wurden seit Jahresbeginn nach Frankreich abtransportiert und wurde für die geplante Frühjahrsoffensive im Angriff ausgebildet. Strategisches Ziel der deutschen Offensive war es, einen Durchbruch an der Naht zwischen französischen und britischen Truppen zu erzielen, einen Keil zwischen die Gegner zu treiben und das 1917 geräumte Somme-Gebiet zurückzuerobern. Der Angriff musste schnell zum Erfolg führen, denn jeden Monat wurden neue amerikanische Divisionen gelandet, welche die kurze Phase der Überlegenheit schnell wieder ins Gegenteil verkehren würden. Seit Anfang Februar hatten die Briten ihre Front nach Süden bis La Fère verlängert, um den Franzosen die ausreichende Möglichkeit zu geben, wieder eigene Reserven aufzubauen. Zu diesem Zwecke hatte die britische 5. Armee die gesamte französische 1. Armee im Raum westlich Saint-Quentin freigemacht.

## Neuorganisation des Westheeres
Anfang 1918 standen an der Westfront 153 deutsche Divisionen mit 2,3 Millionen Mann 173 alliierten Divisionen mit 3,2 Millionen Mann gegenüber. Bei der Entente standen auf französischem Boden: 99 französische, 59 englische, 12 belgische, 2 portugiesische und 1 kampfkräftige amerikanische Division. Die Organisation des deutschen Westheeres wurde am 24. Januar 1918 neu gegliedert, zwischen der 6. und 2. Armee wurde im Raum Cambrai eine neu aufgestellte 17. Armee unter General Otto von Below eingeschoben. Der nördlichen Heeresgruppe Kronprinz Rupprecht unterstanden jetzt die 4., 6., 17. und 2. Armee. Der zentralen Heeresgruppe Deutscher Kronprinz wurde im Anschluss als rechter Flügel die neuaufgestellte 18. Armee unter Oskar von Hutier im Raum St. Quentin unterstellt. Nach Südosten schlossen die 7., 1. und 3. Armee an. Die dem deutschen Kronprinzen zuvor unterstellte 5. Armee wurde der neugebildeten Heeresgruppe Gallwitz überwiesen. Bei der Heeresgruppe Herzog Albrecht, welche den südlichen Flügel bis zur Schweizer Grenze bildete, wurde die neue 19. Armee unter General von Bothmer gebildet. Nach den Verstärkungen von der Ostfront und aus Italien (etwa 39 Divisionen) standen der Obersten Heeresleitung Mitte März 192 Divisionen zur Verfügung; die Deutschen hatten dadurch kurzfristig die zahlenmäßige Überlegenheit.
Die „Michael-Offensive“ sollte den Durchbruch bis zur Somme an die Linie Péronne-Ham erzwingen, die Angriffe „Mars“ und „Erzengel“ sollten später erfolgen und erst nach der Umgruppierung der schweren Artillerie eingeleitet werden. Den „Mars-Angriff“ gleichzeitig auf das Nordufer der Scarpe zu führen, wurde noch vor Beginn der Offensive von Ludendorff fallengelassen, um den Schwerpunkt eindeutig bei den inneren Flügeln der mittleren Heeresgruppe zu setzen. Für den Fall, dass die Michael-Offensive nicht durchschlagen würde, hatte Ludendorff einen weiteren Durchbruchsversuch in Flandern geplant. Unter dem Decknamen „Georg I“ hatte die 6. Armee unter General von Quast an der Linie Armentières–Estaires über die Lys bis Anfang April einen Angriff vorzubereiten. Im Unternehmen „Georg II“ sollte die nördlicher stehende 4. Armee gleichzeitig südlich von Ypern ansetzen. Der rechte Flügel der Heeresgruppe Deutscher Kronprinz hatte für den Fall einer französischen Gegenoffensive in der Champagne die Operation „Hektor“ und „Achilles“ und außerdem im östlichen Teil der Champagne einen Gegenangriff „Roland“ auszuarbeiten.
Ein Zangenangriff der 5. Armee beiderseits Verdun (Unternehmen „Castor“ und „Pollux“), mit Hauptstoßrichtung durch die Argonnen auf Clermont, sollte von der Heeresgruppe Gallwitz vorgelegt werden.

## Lage bei der Entente

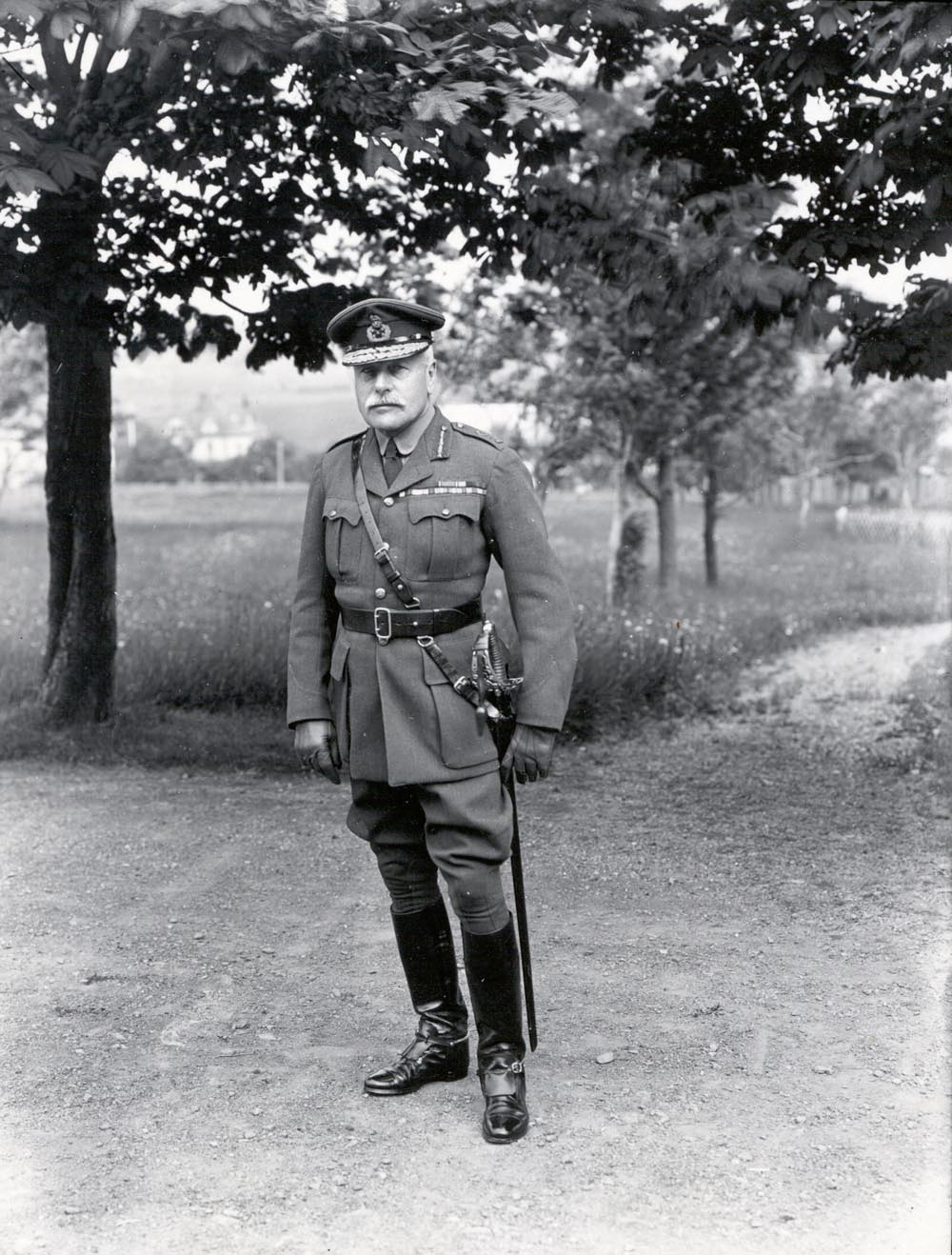
Field Marshal Douglas Haig, Foto aus dem Jahr 1924

Nach Berichten des Heeres-Nachrichtendienstes wurden dem britischen Oberbefehlshaber in Nordfrankreich, Sir Douglas Haig, am 19. März bekannt, dass die Vorbereitungen des Feindes zum Angriff an der Linie Arras–St. Quentin vor dem Abschluss standen, ein möglicher Angriffstermin war für den 20. oder 21. März erkundet worden. Die Lage wurde dahingehend beurteilt, dass der deutsche Angriff sowohl bei Armentières–La Bassée als auch zwischen Arras und St. Quentin zu erwarten war.
Nach der deutschen Einschätzung umfasste die Stärke der britischen Kampffront 29 Infanterie-Divisionen und 3 Kavallerie-Divisionen, an Reserve wurden weitere 19 Infanterie-Divisionen vermutet. Gegenüber der Heeresgruppe Deutscher Kronprinz wurden die feindlichen Reserven auf 20 französische Infanterie- und 10 Kavallerie-Divisionen (davon 4 britische) geschätzt, außerdem 2 bis 3 britische und 1 amerikanische Infanteriedivision. Zwar befanden sich um diese Zeit schon 329.000 Amerikaner unter dem Befehl des General John Pershing an der Westfront, diese waren aber noch nicht voll einsatzbereit. Von 7 amerikanischen Divisionen waren 3 zur Ausbildung an der Front, die übrigen noch in der Etappe.
Die britische Front war in Erwartung des Angriffes Mitte März in Nordflandern geschwächt, bei Armentières, Loos und Arras aber erheblich verstärkt worden. Zwischen Arras und La Fère standen nur 22 britische Infanteriedivisionen in vorderer Front, weitere 12 Infanterie- und 3 Kavalleriedivisionen waren im Hinterland sofort aus der Reserve abrufbar. Weitere 8 britische Divisionen waren bereits vorsorglich zur Verstärkung nach Süden im Anmarsch.
- Die britische 3. Armee (etwa 330.000 Mann) unter General Julian Byng hielt von Norden nach Süden von Gavrelle bis Gouzeaucourt mit 20 Divisionen eine etwa 45 Kilometer lange Front. Die durchschnittliche Frontlänge jeder Division betrug 4700 Meter.
- Die britische 5. Armee (etwa 175.000 Mann) unter General Hubert Gough erweiterte die Front von Gouzeaucourt bis südlich von Barisis auf etwa 70 Kilometern. Sie verfügte vorne über 12 Infanterie- und 3 Kavallerie-Divisionen, 1650 Geschütze, 119 Tanks und 357 Flugzeuge.

Über 15 Kilometer dieser Front zwischen Amigny-Rouy und Alaincourt waren durch die Oise und den Oise-Kanal geschützt. Die durchschnittliche Frontlänge jeder Division betrug 6750 Meter. Am Nordflügel verteidigten das VII. und XIX. Korps, die Mitte wurde vom XVII. Korps gehalten, am Südflügel hielt das III. Korps die Verbindung zur französischen Heeresgruppe Fayolle.
- Die französische 3. Armee unter General Georges Humbert stand südlich davon zwischen La Fère und Noyon, mit 7 Divisionen in der Front, dahinter 2 Infanterie- und 3 Kavalleriedivisionen sowie drei Tank-Bataillonen. Im Befehlsbereich führten das französische 5., 34. und 36. Korpskommando.

## Angriffsweisungen

Entwicklung der Lage vom 21. März bis 4. April 1918

Zwischen Cambrai im Norden und La Fère im Süden standen auf einer Breite von 75 Kilometern drei deutsche Armeen mit 73 Divisionen zum Angriff bereit. Davon waren 56 Angriffsdivisionen (etwa 840.000 Mann), dahinter lagen noch einmal 17 Divisionen zum Nachstoßen bereit. Den Deutschen gegenüber befanden sich im vorderen Angriffsabschnitt lediglich 26 britische und 7 französische Divisionen. Am nördlichen Flügel blieben für den später geplanten „Mars II-Angriff“ vorerst 3 weitere Divisionen defensiv.

### 17. Armee
Die nördliche 17. Armee unter Otto von Below hatte im Unternehmen „Michael I“ in der Richtung nordöstlich Bapaume durchzubrechen. Nach dem Erfolg in der Operation „Mars II“ sollte sich der nördliche Flügel der 17. Armee am vorgesehenen Angriff der 6. Armee südlich der Scarpe beteiligen.
Die Armee hielt nördlich des Cambrai-Bogens 18 Kilometer Front; sie verfügte über 25 Divisionen (darunter 4 Stellungsdivisionen), 2.234 Geschütze, 1.197 Minenwerfer und 380 Flugzeuge. Am Nordflügel der 17. Armee sollte beiderseits der Scarpe der „Mars-Angriff“ vorbereitet werden, der die Weiterführung des Michael-Angriffes über die Linie Arras–Péronne ermöglichen sollte. Der Südflügel der 17. Armee hatte den Durchbruch zu erzwingen und die starken britischen Kräfte im Cambrai-Bogen abzuschnüren.

### 2. Armee
Die in der Mitte angesetzte 2. Armee unter Georg von der Marwitz hatte im Unternehmen „Michael II“ mit dem linken Flügel nördlich des Omignon-Baches vorzugehen und den Durchbruch auf Péronne zu führen, das Zentrum im Cambrai-Bogen sollte anfangs defensiv bleiben und die vor der Front konzentrierte Hauptmasse der Briten festhalten.
Die Ausgangsstellung der 2. Armee war nach Südwesten gerichtet und reichte aus der Gegend von Marcoing im Norden bis Bellenglise im Süden. Die 2. Armee hatte aus dem Raum Le Cateau der Frontlinie Villers-Guislain–Bellenglise in westlicher Richtung anzugreifen, Ziel war die Eroberung von Péronne. Die Armee verfügte bei 27 Kilometer Frontlänge über 21 Divisionen (11 in Front, 9 in Reserve, 1 Division im Antransport), 1.751 Geschütze, 1.080 Minenwerfer, 11 Schlacht-, 10 Jagd- und 3 Bomberstaffeln mit 340 Flugzeugen. Vor sich hatte die 2. Armee hügeliges Gelände, das vom Cologne-Bach durchzogen war, der bei Péronne in die Somme mündet. Die südliche Begrenzung dieser Armee bildete der zur Cologne parallel ebenfalls zur Somme laufende Omignon. Das nördliche Drittel bis zur rechten Armeegrenze wurde durch den nach Osten hin eingebuchteten Cambrai-Frontbogen gebildet.
Da das westlich davor liegende Angriffsfeld zwischen Sailly-Saillisel–Péronne–Chaulnes zum Zerstörungsgebiet der Sommeschlacht gehörte, waren dort besonders große Schwierigkeiten für das nachzuziehende schwere Heeresgerät und den Nachschub zu erwarten. Der von Süden nach Norden gerichtete Lauf des Somme-Flusses, der sich bei Péronne nach Westen krümmt, lag etwa 23 Kilometer von der deutschen Stellung entfernt. Im Nordteil war in etwa gleicher Entfernung der Tortille-Bach vorgelagert, der von Norden kommend westlich Péronne in die Somme mündet. Das Gelände war noch übersät mit Granattrichtern, die Straßen waren durch zahllose Gräben zerrissen, die verlassenen Dörfer waren großteils zerstört, fast alle Wälder vollständig gelichtet oder zu Stümpfen zusammengeschossen.
Die zum Durchbruch angesetzte Mitte der 2. Armee, die Gruppe Kathen (XXIII. Reserve-Korps) und Gruppe Gontard (XIV. Armee-Korps) hatten mit aller Kraft nach Westen gegen die Linie Manancourt–Péronne durchzustoßen, taktisch verstärkt im Norden durch ein Zusammenwirken der inneren Armeeflügel der beiden Armeen, durch das bei Ytres angreifende XI. Armee-Korps (Gruppe Kühne) und das bei Équancourt operierende XIII. Armee-Korps (Gruppe Watter). Gegen den Cambrai-Bogen sollten zunächst nur Teilangriffe erfolgen: das XXXIX. Reserve-Korps (Gruppe Staabs) hatte durch Angriffe im Raum westlich Marcoing und gegen die Höhen nördlich La Vacquerie den Gegner über den Schwerpunkt des Angriffs zu täuschen und seine örtlichen Reserven auf sich zu ziehen. Die Gruppe Watter sollte gegen die Vaucelette-Ferme und den Nordteil von Épehy angesetzt werden und auf Équancourt stoßen.

### 18. Armee
Die südlich stehende 18. Armee unter Oskar von Hutier hatte unter dem Decknamen „Michael III“ Anweisung, südlich des Omignon-Baches zu beiden Seiten von St. Quentin konzentriert auf Amiens zu stoßen. Der Schwerpunkt war dabei am rechten Flügel angesetzt, weil der Hauptstoß planmäßig von der nördlicher angreifenden 2. Armee auf Péronne unterstützt werden sollte.
Die 18. Armee hatte 30 Kilometer Ausgangsfront, verfügte über 27 Divisionen (darunter 5 Stellungsdivisionen), 2.623 Geschütze, 1.257 Minenwerfer und 350 Flugzeuge.
Der Armee war der Durchbruch nördlich St. Quentin und bei La Fère zugewiesen, den Franzosen sollte es hier nicht gelingen, über die Bahnstrecke Roye-Chaulnes und Montdidier-Amiens den im Norden bedrängten Briten Verstärkungen zu bringen.
Ziel der 18. Armee war es, beiderseits St. Quentin von Pontruet bis zur Oise bei Hamégicourt durchzubrechen. Erstes Ziel der Armee wäre es, die Somme und den Crozat-Kanal zwischen der Omignon-Mündung und der Oise zu erreichen. Die festgestellten französischen Reserven wären von der 18. Armee zu binden und beim Vorstoß nach Süden abzudrängen. Der Hauptangriff der 18. Armee sollte durch einen zuerst erfolgenden örtlichen Vorstoß der südlichen Flügelgruppe Gayl auf La Fère eingeleitet werden.

### 7. Armee
Die am äußeren linken Flügel der Schlachtfront stehende 7. Armee hatte bei einem Fehlschlagen der Hauptoperationen südlich von La Fère einen Ablenkungsangriff „Erzengel“ südlich der Oise und an der Ailette vorzubereiten.

## Letzte Angriffsvorbereitungen
Am 20. März herrschte bei trübem, sich aber später aufklarenden Wetter an der gesamten Front nur geringe Artillerietätigkeit. Die letzten Angriffsvorbereitungen vollzogen sich in der Nacht zum 21. März bei vollkommener Ruhe. Am Vortage der Schlacht stand das deutsche Heer in der Stärke von 56 Angriffsdivisionen und 1706 Batterien auf einer 75 Kilometer breiten Front zum Angriff bereit. Die oberste Führung des Angriffes verblieb der Obersten Heeresleitung selbst. Als taktische Reserve behielt sich die Oberste Heeresleitung etwa 17 Divisionen zurück. Am folgenden Morgen des 21. März begann bei noch dichtem Nebel um 04:40 Uhr die Artillerievorbereitung der Angriffsarmeen. Ein Feuerschlag aus 6608 Artilleriegeschützen (3965 Feldgeschütze, 2643 schwere Kanonen und Haubitzen) und 3532 Minenwerfern machte der angreifenden Infanterie den Weg frei. Die deutsche Luftwaffe war im Angriffsstreifen mit 1070 Flugzeugen etwa doppelt so stark wie das Royal Flying Corps der Briten.

## Insgesamt beteiligte Streitkräfte beider Seiten
| Heeresgruppe Kronprinz Rupprecht                                  |                                      | | |
|                                                                   | 17. Armee Otto von Below             | | |
|                                                                   |                                      | OHL-Reserve (Mars-Angriff)                                                                                         | |
|                                                                   |                                      | | 23. Reserve-Division – Generalmajor Franz Francke                                                      |
|                                                                   |                                      | | 26. Infanterie-Division – Generalmajor Herzog Ulrich von Württemberg                                   |
|                                                                   |                                      | | 2. Garde-Reserve-Division – Generalmajor Axel von Petersdorff                                          |
|                                                                   |                                      | III. Bayerisches Korps – General der Artillerie Hermann Freiherr von Stein                                         | |
|                                                                   |                                      | | 12. Infanterie-Division – Generalleutnant Arnold Lequis                                                |
|                                                                   |                                      | | 187. Infanterie-Division – Generalleutnant Edwin Sunkel                                                |
|                                                                   |                                      | | 26. Reserve-Division – Generalleutnant Albert von Fritsch                                              |
|                                                                   |                                      | | 239. Infanterie-Division – Generalmajor Maximilian von Reitzenstein                                    |
|                                                                   |                                      | | 24. Infanterie-Division – Generalmajor Rudolph Hammer                                                  |
|                                                                   |                                      | I. Bayerisches Reserve-Korps – Karl Ritter von Fasbender                                                           | |
|                                                                   |                                      | | 185. Infanterie-Division – Generalmajor Rudolf von Horn                                                |
|                                                                   |                                      | | Bayerische 14. Infanterie-Division – Generalleutnant Otto von Rauchenberger                            |
|                                                                   |                                      | IX. Reserve-Korps General Karl Dieffenbach                                                                         | |
|                                                                   |                                      | | 236. Infanterie-Division – Generalmajor Georg Mühry                                                    |
|                                                                   |                                      | | 234. Infanterie-Division – Generalmajor Karl von Stumpff                                               |
|                                                                   |                                      | XVIII. Armee-Korps – Generalleutnant Viktor Albrecht                                                               | |
|                                                                   |                                      | | Bayerische 6. Infanterie-Division – Generalleutnant Karl von Riedl                                     |
|                                                                   |                                      | | 111. Infanterie-Division – Generalmajor Johannes von Busse                                             |
|                                                                   |                                      | | 221. Infanterie-Division – Generalmajor Siegfried von La Chevallerie                                   |
|                                                                   |                                      | VI. Reserve-Korps – Generalleutnant Kurt von dem Borne                                                             | |
|                                                                   |                                      | | 1. Garde-Reserve-Division – Generalmajor Paul Tiede                                                    |
|                                                                   |                                      | | 5. Bayerische Infanterie-Division – Generalleutnant Nikolaus von Endres                                |
|                                                                   |                                      | | 17. Infanterie-Division – Generalmajor Arthur von Gabain                                               |
|                                                                   |                                      | | 195. Infanterie-Division – Generalmajor Georg Weidner                                                  |
|                                                                   |                                      | XIV. Reserve-Korps – Generalleutnant Arthur von Lindequist                                                         | |
|                                                                   |                                      | | 3. Garde-Division – Generalmajor Dietrich von Roeder                                                   |
|                                                                   |                                      | | 20. Infanterie-Division – Generalleutnant Otto von Trautmann, ab 26. März Generalmajor Wilhelm Zwenger |
|                                                                   |                                      | | 39. Infanterie-Division – Generalmajor Julius Edler von Davans                                         |
|                                                                   |                                      | XI. Armee-Korps – Generalleutnant Viktor Kühne                                                                     | |
|                                                                   |                                      | | 119. Infanterie-Division – Generalmajor Karl Wilhelm Berger                                            |
|                                                                   |                                      | | 24. Reserve-Division – Oberst Martin von Oldershausen                                                  |
|                                                                   |                                      | | 53. Reserve-Division – Generalmajor Max Leuthold                                                       |
|                                                                   | 2. Armee Georg von der Marwitz       | | |
|                                                                   |                                      | Armee-Reserve | |
|                                                                   |                                      | | 4. Infanterie-Division – Generalmajor Erich Freyer                                                     |
|                                                                   |                                      | | 3. Marine-Division – Generalmajor Konrad von Moltke                                                    |
|                                                                   |                                      | XXXIX. Reserve-Korps – Generalleutnant Hermann von Staabs, zwischen 16. März unter 22. Mai 1918 unter Paul Grünert | |
|                                                                   |                                      | | 16. Reserve-Division – Generalleutnant Friedrich von Hertzberg                                         |
|                                                                   |                                      | | 21. Reserve-Division – Generalleutnant Carl Briese                                                     |
|                                                                   |                                      | XIII. Armee-Korps – Gen. der Inf. Theodor von Watter, vom 16. März bis 22. Mai 1918 Gen. Lt. Hermann von Staabs    | |
|                                                                   |                                      | | 107. Infanterie-Division – Generalmajor Otto Havenstein                                                |
|                                                                   |                                      | | 183. Infanterie-Division – Generalleutnant Georg von Schüßler                                          |
|                                                                   |                                      | | Reserve: 27. Infanterie-Division – Generalmajor Heinrich von Maur                                      |
|                                                                   |                                      | XXIII. Reserve-Korps – General der Infanterie Hugo von Kathen                                                      | |
|                                                                   |                                      | | 79. Infanterie-Division – Generalmajor Karl Georg Landauer                                             |
|                                                                   |                                      | | 50. Reserve-Division – Generalleutnant Siegfried Freiherr von Ende                                     |
|                                                                   |                                      | | 18. Infanterie-Division – Generalmajor Reinhard von Massenbach                                         |
|                                                                   |                                      | | Reserve: 9. Reserve-Division – Generalleutnant Wilhelm Georg Ernst von Zglinicki                       |
|                                                                   |                                      | | Reserve: 199. Infanterie-Division – Generalleutnant Wilhelm von Puttkamer                              |
|                                                                   |                                      | | Reserve:13. Infanterie-Division – Generalmajor Rudolf von Borries                                      |
|                                                                   |                                      | XIV. Armee-Korps – Generalleutnant Friedrich von Gontard                                                           | |
|                                                                   |                                      | | 9. Bayerische Reserve-Division – Generalleutnant Eugen Ritter von Clauß                                |
|                                                                   |                                      | | 1. Infanterie-Division – Generalleutnant Conrad Paschen                                                |
|                                                                   |                                      | | 25. Infanterie-Division – Generalleutnant Hermann von Dresler und Scharfenstein                        |
|                                                                   |                                      | | 4. Garde-Division – Generalmajor Bernhard Finck von Finckenstein                                       |
|                                                                   |                                      | | Reserve: 228. Infanterie-Division – Generalmajor Paul von der Heyde                                    |
|                                                                   |                                      | | Reserve: Garde-Ersatz-Division – Generalmajor Maximilian von Poseck                                    |
|                                                                   |                                      | Generalkommando 51 – Generalleutnant Eberhard von Hofacker                                                         | |
|                                                                   |                                      | | 19. Infanterie-Division – Generalleutnant Walter von Hülsen                                            |
|                                                                   |                                      | | 208. Infanterie-Division – Generalmajor Wilhelm von Groddeck                                           |
|                                                                   |                                      | | 109. Infanterie-Division – Generalmajor Karl von Behr                                                  |
| Heeresgruppe Deutscher Kronprinz – Kronprinz Wilhelm von Preussen |                                      | | |
|                                                                   | 18. Armee Oskar von Hutier           | | |
|                                                                   |                                      | III. Armee-Korps – Generalleutnant Walther von Lüttwitz                                                            | |
|                                                                   |                                      | | 113. Infanterie-Division – Generalleutnant Walter von Bergmann                                         |
|                                                                   |                                      | | 88. Infanterie-Division – Generalleutnant Wilhelm von Beczwarzowski                                    |
|                                                                   |                                      | | 28. Infanterie-Division – Generalleutnant Hans von Buchau                                              |
|                                                                   |                                      | | 6. Infanterie-Division – Generalleutnant Maximilian von Mutius                                         |
|                                                                   |                                      | | 206. Infanterie-Division – Generalleutnant Otto von Etzel                                              |
|                                                                   |                                      | | 5. Infanterie-Division – Generalmajor Hasso von Wedel                                                  |
|                                                                   |                                      | IX. Armee-Korps – General Horst von Oetinger                                                                       | |
|                                                                   |                                      | | 50. Infanterie-Division – Generalleutnant George von Engelbrechten                                     |
|                                                                   |                                      | | 54. Reserve-Division – Generalmajor Adolf von Wencher                                                  |
|                                                                   |                                      | | 231. Infanterie-Division – Generalmajor Bernhard von Hülsen                                            |
|                                                                   |                                      | Reserve: | |
|                                                                   |                                      | | 5. Garde-Division – Generalleutnant Walter von Haxthausen                                              |
|                                                                   |                                      | | 1. Garde-Division – Generalmajor Eitel Friedrich von Preußen                                           |
|                                                                   |                                      | | Deutsche Jäger-Division – Generalmajor Johannes von Dassel                                             |
|                                                                   |                                      | XVII. Armee-Korps – Generalleutnant Richard von Webern                                                             | |
|                                                                   |                                      | | 238. Infanterie-Division – Generalleutnant Hans von Below, ab 22. März General Erich von Böckmann      |
|                                                                   |                                      | | 36. Infanterie-Division – Generalleutnant Arnd von Leipzig                                             |
|                                                                   |                                      | | Bayerische 1. Infanterie-Division – Generalmajor Rudolf Dänner                                         |
|                                                                   |                                      | Reserve: | |
|                                                                   |                                      | | 6. Infanterie-Division – Generalmajor Maximilian von Mutius                                            |
|                                                                   |                                      | | 9. Infanterie-Division – Generalmajor Erich Weber                                                      |
|                                                                   |                                      | | 10. Infanterie-Division – Generalmajor Otto von Diepenbroick-Grüter                                    |
|                                                                   |                                      | | 10. Reserve-Division – Generalleutnant Viktor Dallmer                                                  |
|                                                                   |                                      | | 23. Infanterie-Division – Generalleutnant Georg Bärensprung                                            |
|                                                                   |                                      | | 7. Reserve-Division – Generalleutnant Bogislav Friedrich von Schwerin                                  |
|                                                                   |                                      | IV. Reserve-Korps – General der Infanterie Richard von Conta                                                       | |
|                                                                   |                                      | | 33. Infanterie-Division – Generalmajor Walter von Schönberg                                            |
|                                                                   |                                      | | 34. Infanterie-Division – Generalmajor Theodor Teetzmann                                               |
|                                                                   |                                      | | 37. Infanterie-Division – Generalmajor Walter von Eberhardt                                            |
|                                                                   |                                      | | 103. Infanterie-Division – Generalleutnant Hans Feodor Lepper                                          |
|                                                                   |                                      | Gruppe Gayl | |
|                                                                   |                                      | | 223. Infanterie-Division Generalmajor Oskar Haevernick                                                 |
|                                                                   |                                      | | 211. Infanterie-Division Generalmajor Karl von Lewinski                                                |
|                                                                   |                                      | | 47. Reserve-Division Generalmajor Hartwig Freiherr von Eichendorff                                     |
|                                                                   |                                      | | 13. Landwehr-Division General der Infanterie Georg von Gayl                                            |
|                                                                   | 7. Armee Generaloberst Max von Boehn | | |
|                                                                   |                                      | VIII. Armee-Korps – General der Infanterie Roderich von Schoeler                                                   | |
|                                                                   |                                      | | 15. Infanterie-Division – Generalleutnant Gerhard Tappen                                               |
|                                                                   |                                      | | 14. Reserve-Division – Generalleutnant Robert Loeb                                                     |
|                                                                   |                                      | | 75. Reserve-Division – Generalleutnant Arthur von Eisenhart-Rothe                                      |
|                                                                   |                                      | | 5. Reserve-Division – Generalleutnant Friedrich von Auwärter                                           |
|                                                                   |                                      | VIII. Reserve-Korps – General der Infanterie Georg Wichura                                                         | |
|                                                                   |                                      | | 241. Infanterie-Division – Generalleutnant August Forthmüller                                          |
|                                                                   |                                      | | 222. Infanterie-Division – Generalmajor Fritz von Triebig                                              |
|                                                                   |                                      | | 30. Infanterie-Division – Generalmajor Gustav von Lambsdorff                                           |
|                                                                   |                                      | | 227. Infanterie-Division – Generalleutnant Hans von Leyser                                             |
|                                                                   |                                      | Generalkommando 54 – General der Infanterie Alfred von Larisch                                                     | |
|                                                                   |                                      | | 197. Infanterie-Division – Generalmajor Karl Wilhelmi                                                  |
|                                                                   |                                      | | 45. Reserve-Division – Generalmajor Otto von Weise                                                     |
|                                                                   |                                      | Generalkommando 65 General der Kavallerie Eberhard von Schmettow                                                   | |
|                                                                   |                                      | | 1. Garde-Division – Generalmajor Eitel Friedrich von Preußen                                           |
|                                                                   |                                      | | 52. Reserve-Division – Generalleutnant Emil Waldorf                                                    |

| British Expeditionary Force – Haig         |                                               |                                                                                        | |
|                                            | Third Army Lieutenant-General Sir Julian Byng |                                                                                        | |
|                                            |                                               | VI. Corps – Lieutenant-General Sir Aylmer Haldane                                      | |
|                                            |                                               |                                                                                        | Guards Division – Major-General Geoffrey P.T. Feilding                                             |
|                                            |                                               |                                                                                        | 15. Division – Major-General Hamilton Lyster Reed                                                  |
|                                            |                                               |                                                                                        | 3. Division – Major-General Cyril John Deverell                                                    |
|                                            |                                               |                                                                                        | 31. Division – Major-General Robert James Bridgford                                                |
|                                            |                                               |                                                                                        | 34. Division – Major-General C.I. Nicholson                                                        |
|                                            |                                               |                                                                                        | 40. Division – Major-General John Ponsonby                                                         |
|                                            |                                               |                                                                                        | 59. Division – Major-General Cecil Francis Romer                                                   |
|                                            |                                               | IV. Corps – Charles Woollcombe, später Lieutenant – General Sir George Montague Harper | |
|                                            |                                               |                                                                                        | 6. Division – Major-General Thomas Marden                                                          |
|                                            |                                               |                                                                                        | 51. Division – Major-General George Carter-Campbell                                                |
|                                            |                                               |                                                                                        | 19. Division – Major-General George Darell Jeffreys                                                |
|                                            |                                               |                                                                                        | 25. Division – Major-General Edmund G.T. Bainbridge                                                |
|                                            |                                               |                                                                                        | 41. ? Division – Major-General Sydney Lawford                                                      |
|                                            |                                               | V. Corps – Lieutenant-General Hew Dalrymple Fanshawe                                   | |
|                                            |                                               |                                                                                        | 2. Division – Major-General Cecil E. Pereira                                                       |
|                                            |                                               |                                                                                        | 17. Division – Major-General Thomas David Pilcher                                                  |
|                                            |                                               |                                                                                        | 63. Division – Major General C.E. Lawrie                                                           |
|                                            |                                               |                                                                                        | 47. Division – Major-General George Frederick Gorringe                                             |
|                                            |                                               | Reserve                                                                                | |
|                                            |                                               |                                                                                        | 32. Division – Major-General Cameron Deane Shute                                                   |
|                                            |                                               |                                                                                        | 35. Division – Major-General George McKenzie Franks, später Reginald John Pinney                   |
|                                            |                                               |                                                                                        | 42. Division – Major-General Arthur Solly-Flood                                                    |
|                                            |                                               |                                                                                        | 4. Division – Major-General Torquhil George Matheson                                               |
|                                            |                                               |                                                                                        | 56. Division – Major-General Frederick Dudgeon                                                     |
|                                            |                                               |                                                                                        | New Zealand Division – Major-General Sir Andrew Hamilton Russell                                   |
|                                            |                                               |                                                                                        | 4 Australian Division – Major-General Ewen Sinclair-MacLagan                                       |
|                                            | Fifth Army – Hubert Gough                     |                                                                                        | |
|                                            |                                               | Kavallerie-Korps Lieutenant-General Charles Kavanagh                                   | |
|                                            |                                               |                                                                                        | 2. Kavallerie-Division – Brigadier-General Thomas Tait Pitman                                      |
|                                            |                                               |                                                                                        | 3. Kavallerie-Division – Brigadier-General Antony Ernest Wentworth Harman                          |
|                                            |                                               | VII. Corps – Lieutenant-General Sir Walter Congreve                                    | |
|                                            |                                               |                                                                                        | 9. Division – Major-General Henry Hugh Tudor, ab 24. März Major-General C.A. Blacklock             |
|                                            |                                               |                                                                                        | 21. Division – Major-General A.C. Daly                                                             |
|                                            |                                               |                                                                                        | 39. Division – Major-General E. Feltham                                                            |
|                                            |                                               |                                                                                        | 16. Division – Major-General C.P. A. Hull                                                          |
|                                            |                                               | XIX. Corps – Lieutenant-General Herbert Watts                                          | |
|                                            |                                               |                                                                                        | 66. Division – Major-General Neill Malcolm                                                         |
|                                            |                                               |                                                                                        | 24. Division – Major General David Graham Muschet Campbell                                         |
|                                            |                                               |                                                                                        | 8. Division – Major-General William Charles Heneker                                                |
|                                            |                                               |                                                                                        | 50. Division – Brigade-General A.v. Stockley, ab 24. März Major-General Henry Cholmondeley Jackson |
|                                            |                                               |                                                                                        | 1. Kavallerie-Division – Major-General R.L. Mullens                                                |
|                                            |                                               | XVIII. Corps – Lieutenant-General Ivor Maxse                                           | |
|                                            |                                               |                                                                                        | 61. Division – Major-General Colin John Mackenzie                                                  |
|                                            |                                               |                                                                                        | 20. Division Major-General William Douglas Smith                                                   |
|                                            |                                               |                                                                                        | 30. Division – Major-General W.de L.Williams                                                       |
|                                            |                                               |                                                                                        | 36. Division – Major-General Oliver Stewart Nugent                                                 |
|                                            |                                               | III. Corps Lieutenant-General Richard Butler                                           | |
|                                            |                                               |                                                                                        | 14. Division – Major-General Victor A. Couper                                                      |
|                                            |                                               |                                                                                        | 18. Division – Major-General Richard P. Lee                                                        |
|                                            |                                               |                                                                                        | 58. Division – Major-General Albemarle Bertie Edward Cator                                         |
| Groupe d’Armées de Réserve – Émile Fayolle |                                               |                                                                                        | |
|                                            | 3e armée General Georges Louis Humbert        |                                                                                        | |
|                                            |                                               | V. Corps General Maurice Pellé                                                         | |
|                                            |                                               |                                                                                        | 125. Division – General Joseph Diébold                                                             |
|                                            |                                               |                                                                                        | 9. Division – General Maurice Gamelin                                                              |
|                                            |                                               |                                                                                        | 22. Division – General François Henri Capdepont                                                    |
|                                            |                                               |                                                                                        | 56. Division – General Georges Demetz                                                              |
|                                            |                                               | 2. Kavalleriekorps General Félix Adolphe Robillot                                      | |
|                                            |                                               |                                                                                        | 1. Kav. Div. General Joseph de Rascas de Chateau-Redon                                             |
|                                            |                                               |                                                                                        | 2. Kav. Div. General Henri Alfred Lasson                                                           |
|                                            |                                               |                                                                                        | 1. Division General Léon Grégoire                                                                  |
|                                            |                                               |                                                                                        | 10. Division – General Henri Charles Valdant                                                       |
|                                            |                                               | XXXVI. Corps – General Charles Nollet                                                  | |
|                                            |                                               |                                                                                        | 133. Division – General Joseph Valentin                                                            |
|                                            |                                               |                                                                                        | 127. Division – General Philippe Henri d’Anselme                                                   |
|                                            |                                               |                                                                                        | 163. Division – General Edmond Just Victor Boichut                                                 |
|                                            |                                               |                                                                                        | 166. Division – General Paul Charles Cabaud                                                        |
|                                            |                                               | VI. Corps – General Antoine de Mitry                                                   | |
|                                            |                                               |                                                                                        | 12. Division – General Hippolyte-Alphonse Pénet                                                    |
|                                            |                                               |                                                                                        | 45. Division – General Stanislas Naulin                                                            |
|                                            |                                               |                                                                                        | 162. Division – General Adolphe Messimy                                                            |
|                                            | 1ere armée General Marie-Eugène Debeney       |                                                                                        | |
|                                            |                                               | XXXV. Corps – General Charles Jacquot                                                  | |
|                                            |                                               |                                                                                        | 38. Division General Arthur Guyot d'Asnières de Salins                                             |
|                                            |                                               |                                                                                        | 55. Division – General Joseph Émile Mangin                                                         |
|                                            |                                               |                                                                                        | 53. Division – General Amédée Henri Guillemin                                                      |
|                                            |                                               |                                                                                        | 62. Division – General Eugène Margot                                                               |
|                                            |                                               |                                                                                        | 77. Division – Général Peschard d’Ambly                                                            |
|                                            |                                               | XXXIV. Corps Alphonse Pierre Nudant                                                    | |
|                                            |                                               |                                                                                        | 161. Division – General Georges Pierre Lebouc                                                      |
|                                            |                                               |                                                                                        | 151. Division – General François Jean-Pierre Andrieu                                               |

## Der erste Tag der Schlacht am 21. März

### Der Angriff der 18. Armee – Schlacht bei St. Quentin

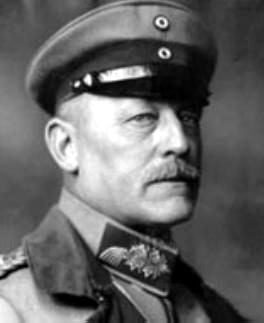
Oskar von Hutier (1920)

Die Artillerie der 18. Armee eröffnete nach dem starken Feuerschlag um 4.40 Uhr die Schlacht.
Um 5.50 Uhr begann die Vergasung der feindlichen Artilleriestellungen. Der Artillerieführer der 18. Armee, Oberst Bruchmüller leitete ein wirksames Artilleriefeuer; der Gegner wurde durch das Feuer niedergehalten, bis die Infanterie dessen Stellungen erreicht hatte. Unter hoher konzentrierter Feuergeschwindigkeit wurden die gegnerischen Gräben eingedeckt, schweres weitreichendes Flachfeuer richtete sich gegen die feindlichen Artilleriestellungen. Die Deutschen hatten über 3.600 Geschütze und Granatwerfer konzentriert; englische Augenzeugen beschrieben die Bombardierung als „eine Wand oranger Flammen“ und „als Meer aus Feuer“. Mit dem Einsetzen der Feuerwalze konzentrierten sich alle Feuerarten auf das unmittelbar vor der angreifenden Infanterie liegende Gelände; nach einem genauen Zeitplan wurde diese Feuerlinie weiter nach vorn verlegt, worauf die Infanterie sofort in den zuvor bestrichenen Raum nachrückte. In 27 Divisionen gegliedert, ließ General Hutier in mehreren Wellen angreifen. Die erste Welle wurde mit 13 Divisionen, die zweite mit 9 Divisionen vorgetragen, dahinter lagen 5 Divisionen als Reserve bereit. Der Feuerwalze dichtauf folgend traten die Divisionen des ersten Treffens aus der Linie Bellenglise – westliches Vorfeld von St. Quentin-Hamegicourt an. Gegen 9.40 Uhr erfolgte der Infanterieangriff der Generalkommandos Lüttwitz (III.), Oetinger (IX.) und Webern (XVII.). Nach Süden bis zum linken Frontflügel südlich von La Fère verlängerte die Gruppe Conta (IV. Reserve-Korps) sowie die Gruppe Gayl. Im Raum La Fère waren bereits gegen 6.15 Uhr früh Jäger-Bataillone über die Oise gegangen und wurden dabei von der 47. Reserve-Division unterstützt. Die Sicherung der linken Flanke der deutschen 18. Armee gegenüber den Franzosen übernahm die 7. Armee mit dem VIII. Reserve-Korps an der Oise und im Abschnitt Noyon. Der Angriff der am linken Flügel vorgehenden Gruppe Gayl (13. Landwehr- und 47. Reserve-Division) drängte die britische 18. Division auf den Bois de Frières zurück. Die gegenüberliegende Front beiderseits St. Quentin wurde vom britischen XVIII. Corps (General Maxse) mit der 30. und 36. Division gehalten, von Hamegicourt bis La Fère hielt das III. Corps (General Richard Butler) mit drei (14., 18. und 58.) weiteren Divisionen. Am linken Flügel der 18. Armee drang die Gruppe Conta (Gen. Kdo. IV. Res.K.) mit der 34. und 37. Infanterie-Division auf der Straße St. Quentin – La Fere tief nach Westen vor. Die 103. Infanterie-Division griff erfolgreich gegen Fort Vendeuil an. Die aus dem Raum St. Quentin antretende Gruppe Lüttwitz (Gen.Kdo. III. A.K.) hatte mit der 113. Infanterie-Division (General Walter von Bergmann) Maissema gestürmt und geriet darauf mit einer britischen Division im Holnon-Wald und im Gelände südlich davon in schwere Kämpfe, wobei auch die deutsche 88. und 28. Infanterie-Division eingriffen. Links vom III. Korps rückte die Gruppe Oetinger (Gen. Kdo. IX. A.K.) beiderseits der Straße St. Quentin-Ham mit der 50. Infanterie-Division, der 45. Reserve-Division und der 5. Garde-Division vor. Die Gruppe Webern (Gen.Kdo. XVII. A.K.) unter Generalleutnant Richard von Webern (1857–1922) riss währenddessen mit der 238. und 36. Infanterie-Division sowie der 1. Bayerischen Division zwischen Castres und Essigny-le-Grand die britische Front auf.

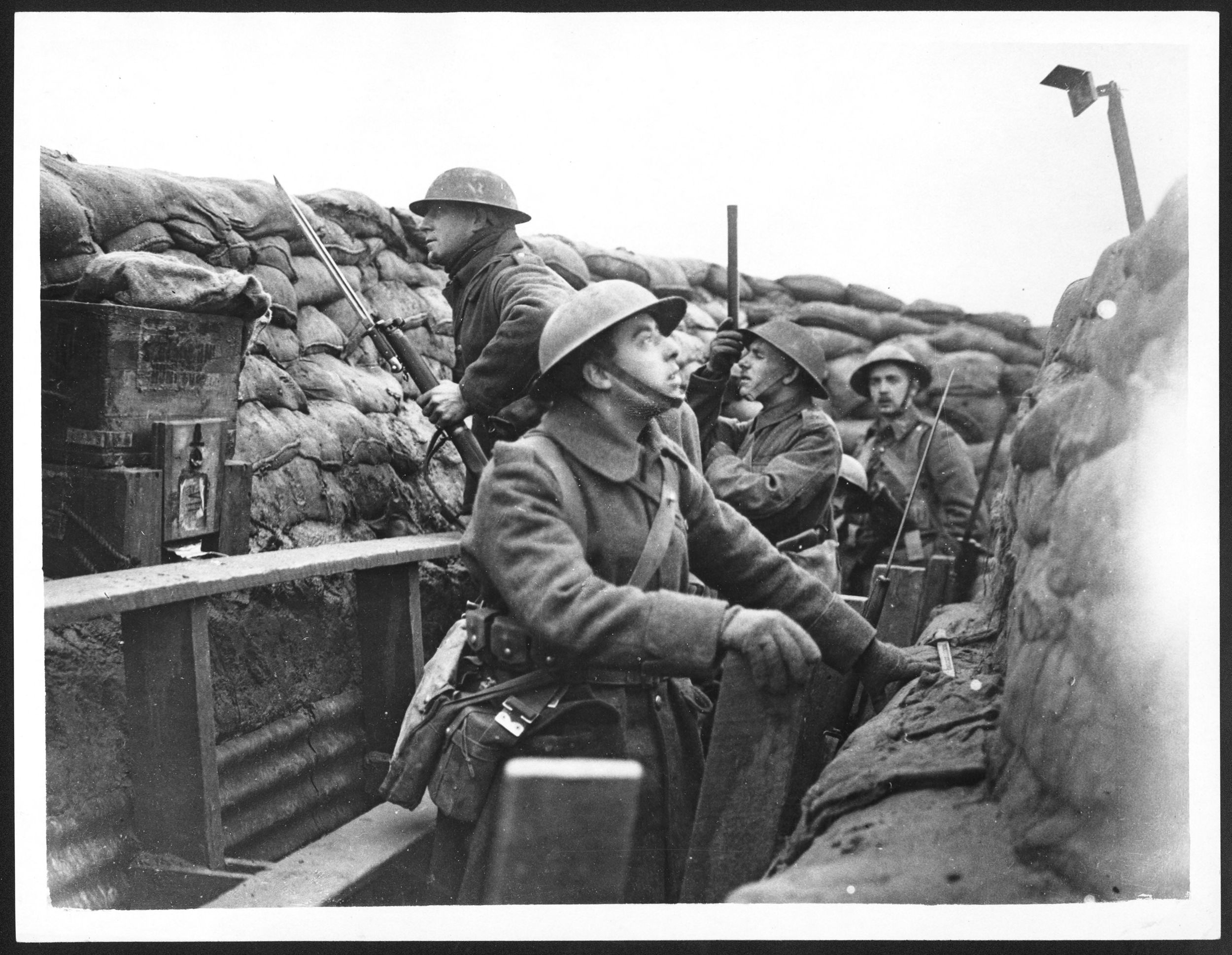
Britische Infanterie in Erwartung des Angriffes

Das an der linken Seite Butlers kämpfende britische XVIII. Corps wurde von den Deutschen geworfen, das XIX. Korps am Omignonbach umfasst und auf Ham zurückgeworfen. Der Südflügel der 5. Armee Gough, das britische III. und XVIII. Corps, brach unter dem deutschen Ansturm vollständig zusammen. Um 8.30 Uhr warf General Gough seine Reserve, die 20. und 50. Division, nach vorne, um das XIX. (Watts) und XVIII. Corps (Maxse) zu verstärken. Gegen 13.00 Uhr erschien der französische General Humbert im Hauptquartier von Gough und sicherte für den nächsten Tag ein schnelles Eingreifen seiner Reservedivisionen zu. Im Nordabschnitt hatten 21 deutsche 17 Divisionen der 3. Armee (unter General Byng) angegriffen, während 22 deutsche Divisionen gegen nur 13 Divisionen der südlicher stehenden britischen 5. Armee angesetzt waren.
Bei der 18. Armee wurden die Divisionen des zweiten Treffens in die neuen Ausgangsstellungen vorgezogen. Im Süden griff die Gruppe Gayl mit der 13. Landwehr-Division und der 47. Reserve-Division zielstrebig über die Oise an. Bis zum Abend war die Infanterie durchschnittlich 6 Kilometer tief in die feindliche Front eingedrungen. Pioniertruppen der 18. Armee arbeiteten an der Herstellung brauchbarer Nachschubwege.

### Angriff im Zentrum durch die 2. Armee

Georg von der Marwitz

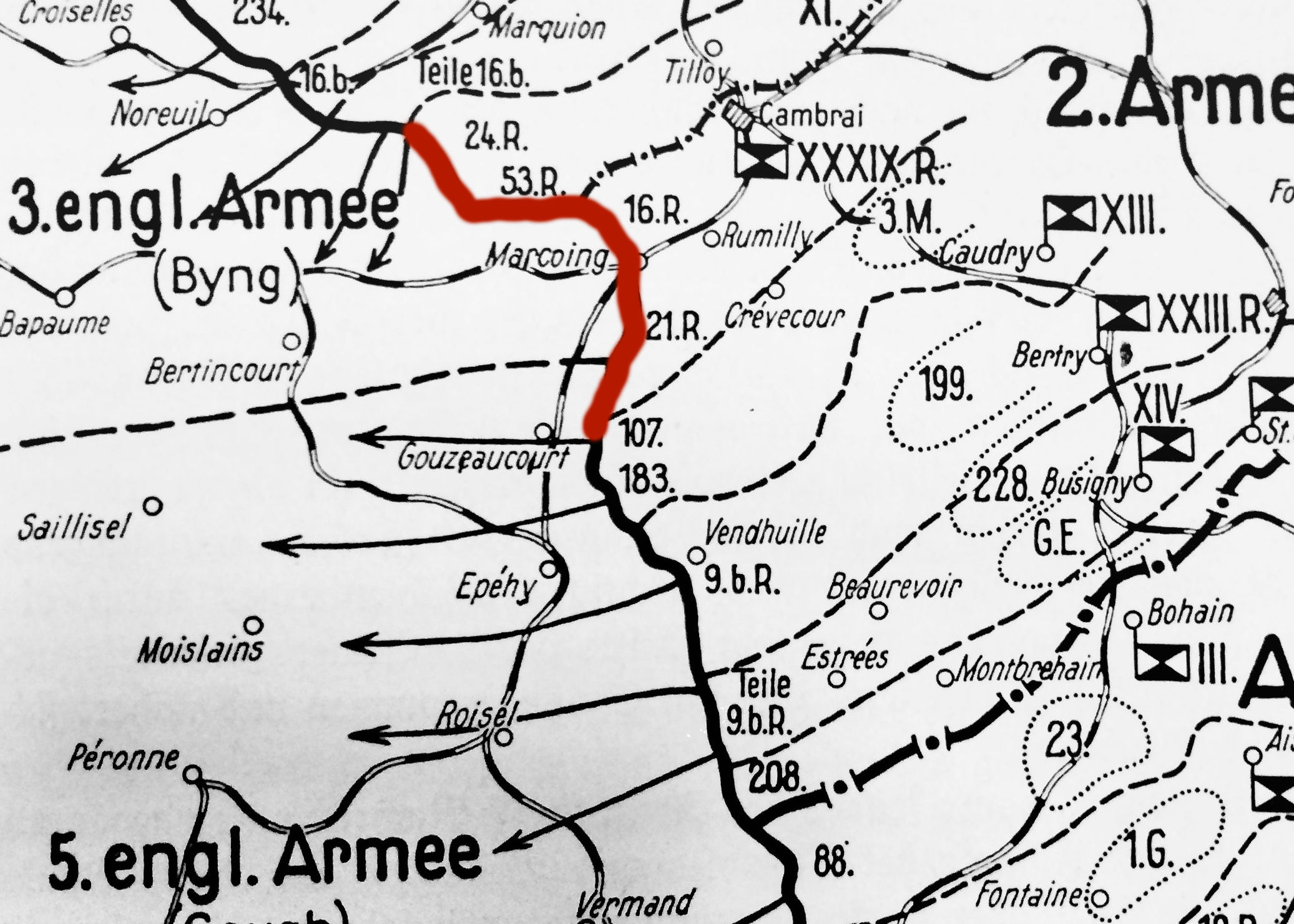
Angriffsabschnitt der 2. Armee, 21. März 1918

General von der Marwitz hatte von seinem Hauptquartier in Le Cateau aus die Angriffsbefehle seiner vier Angriffsgruppen festgelegt: Die im Frontdurchbruch bewährte Gruppe Kathen hatte an der Frontlinie Vendhuille – Hargicourt den eigentlichen großen Durchbruch zu erzwingen. Dieses Korps hatte mit Konzentration am linken Flügel die Höhen westlich Nurlu und nördlich Aizecourt-le-Haut zu gewinnen und den Angriff mit der Vorhut schleunigst über den Tortille-Bach vorzutragen. Die Gruppe Gontard (Gen. Kdo. XIV. A.K.) hatte im Anschluss an den linken Flügel des XXIII. Reserve-Korps über Roisel in den Raum nördlich Péronne vorzustoßen. Mit dem weniger massierten linken Flügel sollte die festgestellte Artilleriestellung zwischen Le Verguier und Pontru von Norden her aufgerollt werden, um dem südlicher angesetzten Korps das Vorgehen zu erleichtern. Die Gruppe Hofacker (Generalkommando 51) hatte seinerseits den Angriff des XIV. Armee-Korps durch das eigene Vorgehen auf breiter Front gegen die Höhen nördlich Pontru (Arbre-Höhen) zu unterstützen. Die Angriffsartillerie war auf 250 Feldbatterien, 196 schwere und 11 schwerste Batterien verstärkt, auch eine kleinere Anzahl von der österreichischen Heeresleitung zur Verfügung gestellter schwerer Mörser-Batterien wirkten beim Angriff mit.
Um 6.30 Uhr begann nach einem dreistündigen Artillerieschlag mit 1.751 Geschützen der Gasbeschuss gegen die feindlichen Stellungen. Ab 7 Uhr lagen die Batterien mit starkem Trommelfeuer gegen die ersten Angriffsziele der eigenen Infanterie, in das ab 8.10 Uhr auch die Minenwerfer mitwirkten. Um 9.40 Uhr morgens bei leidlich klarer Sicht erhob sich die Infanterie auf der Strecke von Gonnelieu bis Bellenglise unter dem Schutz der Feuerwalze zum Sturm. Der Angriff, dem sehr bald auch Artillerie folgte, brach durch bis zur Linie Epéhy – Lempire – Ronssoy – Hargicourt und bis zur Artillerieschutzstellung beiderseits von Le Verguier und fand lebhaften Widerstand, namentlich bei Épehy, der sich vielfach in Gegenstößen äußerte. Die Zahl der Angriffsdivisionen belief sich bei der 2. Armee auf elf Divisionen im ersten, fünf im zweiten, dahinter wurden weitere 4 Divisionen als Reserve bereitgehalten. Die Überlegenheit nutzend, erzielten die Deutschen innerhalb weniger Stunden einen umfassenden Durchbruch. Bis 10 Uhr gelangen die Deutschen im südlichen Cambrai-Bogen von Gonnelieu bis Bellenglise in den Besitz der ersten und zweiten britischen Stellung. Teile des XXXIX. Reserve-Korps stürmten bei Marcoing und südlich davon die vordersten feindlichen Gräben, um den Feind dort zu fesseln. Der Kommandierende General von Staabs führte am Nordflügel der 2. Armee vertretungsweise auch das „Korps Watter“ (Gen. Kdo. XIII. A.K.). Die 107. Division erreichte den Durchbruch bei Gouzecourt, die 183. Division stieß auf Épehy vor.
Die Schlacht wogte hin und her, bis nachmittags durch den Fall von Lempire, Ronssoy und Templeux le Guérard Luft geschaffen wurde. Das Armee-Oberkommando verschob noch am Abend den Schwerpunkt auf den linken Flügel des XXIII. Reserve- und den rechten Flügel des XIV. Armeekorps mit dem Ziele, den Stoß über die Linie Faucon-Roisel besonders zu fördern.
Das Gros der britischen 9. Division unter General Tudor opferte sich bei Gouzeaucourt, um die Rückzugsstraße für die benachbarten Einheiten nach Peronne offenzuhalten. Die Gruppen Kathen (Gen. Kdo XXIII. Res.-Korps) und Gontard (Gen. Kdo XIV. Res.Korps) überrannten südlich davon angreifend die Hauptkampflinie der britischen 16. und 66. Division; stärkerer Widerstand entspann sich dort um die Zwischenstellungen, die noch bis zum Nachmittag standhielten. Verzweifelt kämpfte das britische VII. Corps (General Congreve) um den Erhalt der Frontlinie Épehy-Savy-Roupy-Vendeuil-Siez.
Am Abend des ersten Angrifftages stand die 2. Armee mit dem rechten Flügel zwischen Flesquières und Ribécourt; beide Positionen hatten die Engländer freiwillig aufgegeben, um die nötige Räumung des Cambrai-Bogens zu beschleunigen. Der linke Flügel der 2. Armee hatte südlich davon die Linie La Vacquerie – Gouzeaucourt – östlich Epéhy – Templeux le Guérard – östlich Le Verguier erreicht.

### Nordabschnitt Angriff der 17. Armee

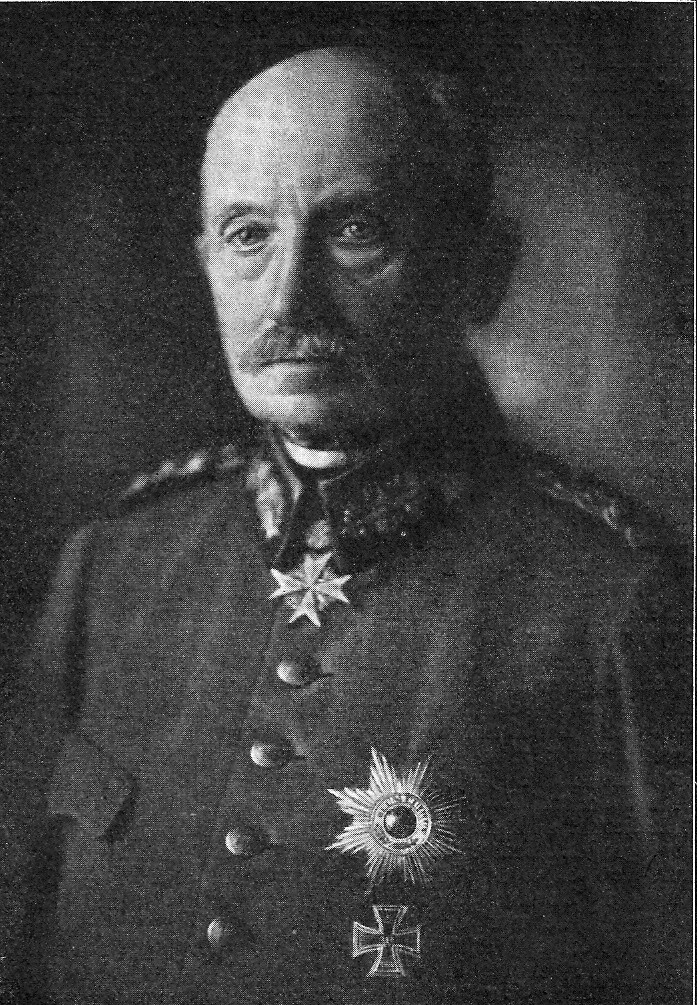
General von Below

Der Tag vor dem Angriff, der 20. März, verlief bei der 17. Armee bis auf schwaches feindliches Artilleriefeuer ruhig. In der Nacht zum 21. März wurden am Nordflügel der Armee die drei Mars-Divisionen, 2. Garde-, 12. Infanterie- und 26. Infanterie-Division, von Douai her vorgezogen; die Angriffsinfanterie rückte ohne Störung in ihre Ausgangsstellungen vor. Nach dem kurz vor 5 Uhr einsetzenden Feuerschlag durch 2.234 Geschütze begann um 9.40 der Infanterieangriff mit 15 Divisionen im vorderen und 8 im zweiten Treffen, dahinter lagen 2 Divisionen in Reserve. Die Gruppe Lindquist (Gen. Kdo. XIV. Res.K.) trat mit der 20. Division und 3. Garde-Division im ersten, sowie der 39. Division im zweiten Treffen an. Zusammen mit dem nördlicher angesetzten VI. Reserve-Korps konnte die zweite Stellung zwischen St. Léger und Beaumetz wegen des unerwartet harten englischen Widerstandes nicht durchbrochen werden. Die Aussagen von Gefangenen, deren XVIII. Armee-Korps 1200 eingebracht hatte, ließen erkennen, dass der Angriff völlig überraschend gewesen war; die Artilleriewirkung wurde als überwältigend geschildert. Die britische 3. Armee unter General Byng verteidigte die Linie Monchy, Croisilles, Noteuil und Morchies nachhaltig. In Stollen und Trichtern, an Bahndämmen und in Dorfruinen der Vorkämpfe hielten die Briten stand. Aus englischen Funksprüchen, die seit 10 Uhr morgens verbreitet wurden, ergab sich, dass insbesondere an der Straße Bapaume – Cambrai eiserner Widerstand geleistet wurde und dass die Verluste außerordentlich hoch waren. Bis 13 Uhr hatte der Angriff des XVIII. Armee-Korps, des VI. und XIV. Reserve-Korps die Linie zwischen Ecoust-St. Mein und St. Léger – Noreuil – Doignies überschritten; die Artillerie der vorderen Divisionen befand sich im Stellungswechsel nach vorn. Das Gesamtgewicht des deutschen Angriff traf die Front der 66. Division, die den Sektor östlich von Peronne deckte. Das 2. und 9. Lancashire Regiment kämpften sich nach Puisieux und Gommecourt zurück, sie verloren dabei 736 Mann (373 Tote und 363 Verletzte). Um die feindliche Artillerieschutzstellung und die zweite englische Stellung zwischen St. Léger und Beaumetz musste schwer gekämpft werden. Die britische 25. Division wurde aus der Reserve auf der Straße Cambrai-Bapaume zur Unterstützung nach vorne gebracht. Die Front der 4. East Lancashire-Regiment wurde von hinten angegriffen und aufgerollt, das 5. East Lancashire-Regiment verlor bei den langen Rückzugskämpfen 763 Mann. Sofortige britische Gegenangriffe wurden bei Ervillers, Vaulx-Vraucourt und Frémicourt angesetzt. Am Abend steckte Belows Angriff vor der zweiten Linie im Niemandsland, General Byngs rechter Flügel war nicht angegriffen worden. Die Engländer hatten unerwartet starken Widerstand geleistet. Obwohl die deutsche Infanterie die Orte Lagnicourt, Moreuil, Ecoust und Boursies erobert hatte, blieb das Angriffsziel Bapaume noch in weiter Ferne. Um 21 Uhr abends stand das XVIII. Armeekorps mit dem rechten Flügel am Sensee-Bach zwischen Fontaine les Croisilles und St. Léger. Der linke Flügel des XVIII. Armee-Korps, das VI. Reserve-Korps und XIV. Reserve-Korps standen noch vor der zweiten feindlichen Stellung St. Léger – Beaumetz, das XI. Armeekorps zwischen Boursies und Doignies und vor Demicourt. Die drei „Mars-Divisionen“ wurden über Bouchain herangezogen und beiderseits des Sensee-Baches bei Arleux bereitgestellt. Am Abend des 21. März gab das AOK 17 in St.Amand den Befehl aus, dass der Angriff am 22. fortgesetzt werde; der Hauptnachdruck sei auf den linken Flügel zu legen, um die Vereinigung mit dem rechten Flügel der erfolgreicheren 2. Armee sicherzustellen.

## Der zweite Angriffstag 22. März

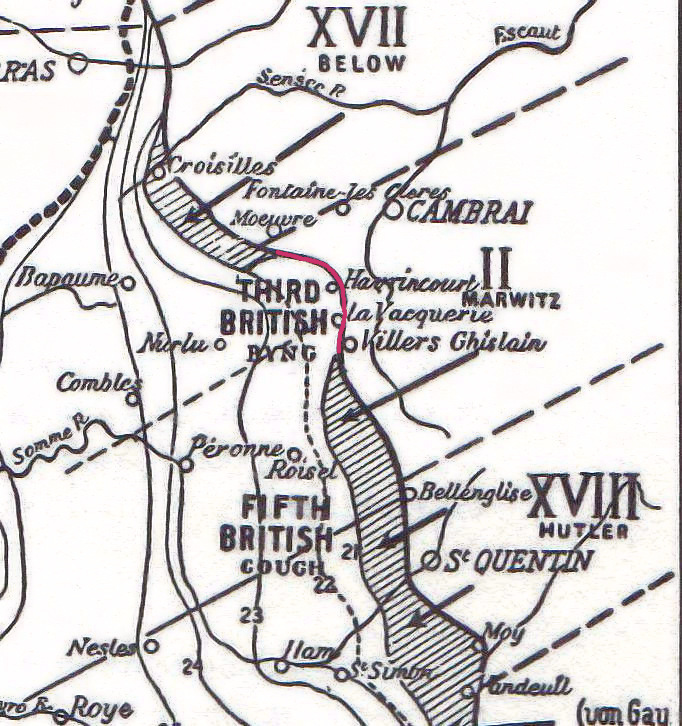
Die ersten Angriffstage

Am Morgen des 22. März eröffnete die 17. Armee den Angriff gegen die zweite Stellung der Briten. Das XVIII. Armee-Korps bemächtigte sich mit seinem rechten Flügel (6. bayerische Division) des Mühlenberges nördlich von Croisilles, blieb aber ansonsten vor den gesteckten Erwartungen zurück. Obwohl Croisilles fiel, hielten die nördlicher stehenden Briten auf dem Vraucourt-Riegel stand und hinderten den weiteren Vormarsch. Haig befahl General Byng zum Schutze von Bapaume gegenüber der angreifenden Gruppe Lindequist die Linie Havrincourt-Flesquières zu halten und den Kontakt zur 5. Armee nicht abreißen zu lassen, auch wenn der weitere Rückzug nötig wäre. Die 2. Armee erreichte mit der gesamten Front den taktischen Durchbruch zwischen der Linie Gouzeaucourt—Vermand, an der Spitze drängte das Infanterie-Regiment Nr. 15 (Major Ernst von Bila) voran, die Gruppe Watter nahm Fins ein. Das britische V., VII. und XIX. Corps wurde nach Westen auf die Tortille zurückgedrängt. Die größte Gefahr für die Engländer bestand jetzt aus der drohenden Trennung der britischen 3. und 5. Armee auf der Höhe des Omignon. Hinter dem linken Flügel der 2. Armee wurde die 243. (Württemberg.) Division unter General Schippert nachgeführt, sie wurde Korpsreserve der Gruppe Gontard (Gen. Kdo. XIV. Armee-Korps). Bei den Kämpfen der Gruppe Kathen im Raum Epehy wurde eine britische Brigade unter General Dawson von der deutschen 199. Infanterie-Division und 9. Reserve-Division überflügelt.
Am Südflügel bei der 18. Armee waren bereits am Vortag unter dem Eindruck des großen Erfolges von der 7. Armee die 211. und 223. Infanterie-Division überwiesen worden. Am zweiten Tag der Offensive verloren die britischen Truppen gegenüber der deutschen 18. Armee ihre letzten Stützpunkte an der vorderen Angriffsfront. Die Gruppe Lüttwitz rang mit den Divisionen Beczwarzowski (88.) und Buchau (28.) westlich von St. Quentin im Holnonwald mit Einheiten des britischen XVIII. Corps. Die Divisionen der Gruppen Webern und Conta überrannten die britische 36. und 14. Division. Im Kampf mit dem zahlenmäßig unterlegenen britischen III. Korps erreichten die Divisionen unter Below (238.), Leipzig (36.), Dänner (1. bayerische), Teetzmann (34.) und Eberhardt (37.) den Crozat-Kanal auf ganzer Linie. Die 103. Infanterie-Division unter General Lepper erstürmte Fort Vendheuil.
Zur Verstärkung der 18. Armee wurden am 22. März zwei im Anrollen befindliche Divisionen (52. Reserve–Division und 242. Division) nacheinander ausgeladen. Um die weiter nördlich steckenden deutschen Kräfte an der Flanke Unterstützung zu leisten, drehten Teile der 238. Infanterie-Division und der 9. Infanterie-Division nach Norden ein und wirkten in die Flanke des noch nördlich der Somme haltenden Gegners. Die 47. Reserve-Division unter General Eichendorff hatte am linken Flügel der Angriffsfront aus der zerschossenen Stadt La Fere den Angriff nach Westen vorgetragen, zwei englische Stellungen überrannt und den Crozatkanal bei Tergnier überschritten. Der britische Kommandierende General Butler durfte den Verlust von Le Tergnier nicht hinnehmen, wenn er die Crozat-Linie halten wollte, die im Süden vom deutschen Korps Gayl überschritten wurde.
Schon am Abend des 21. März hatte General Pétain die oberste Leitung bei der Verteidigung des bedrohten Abschnittes am Crozat-Kanal erhalten, die französische 125. Division kam dem zusammengebrochenen britischen III. Corps zu Hilfe. Nach dem dringenden Ersuchen Haigs sandte Pétain zwei weitere Divisionen und eine Kavalleriedivision unter General Pellé in diesen Sektor. In endlosen Kolonnen wurden französische Reserven über Noyon nach Guiscard und Chauny herangeschafft, dicht gedrängt hockten die Soldaten auf den Kraftwagen. Das V. Korps erschien ohne Geschütz an der vorderen Front, aus dichtem Nebel tauchten plötzlich französische Helme auf und prallten im Gegenangriff mit den Deutschen zusammen.

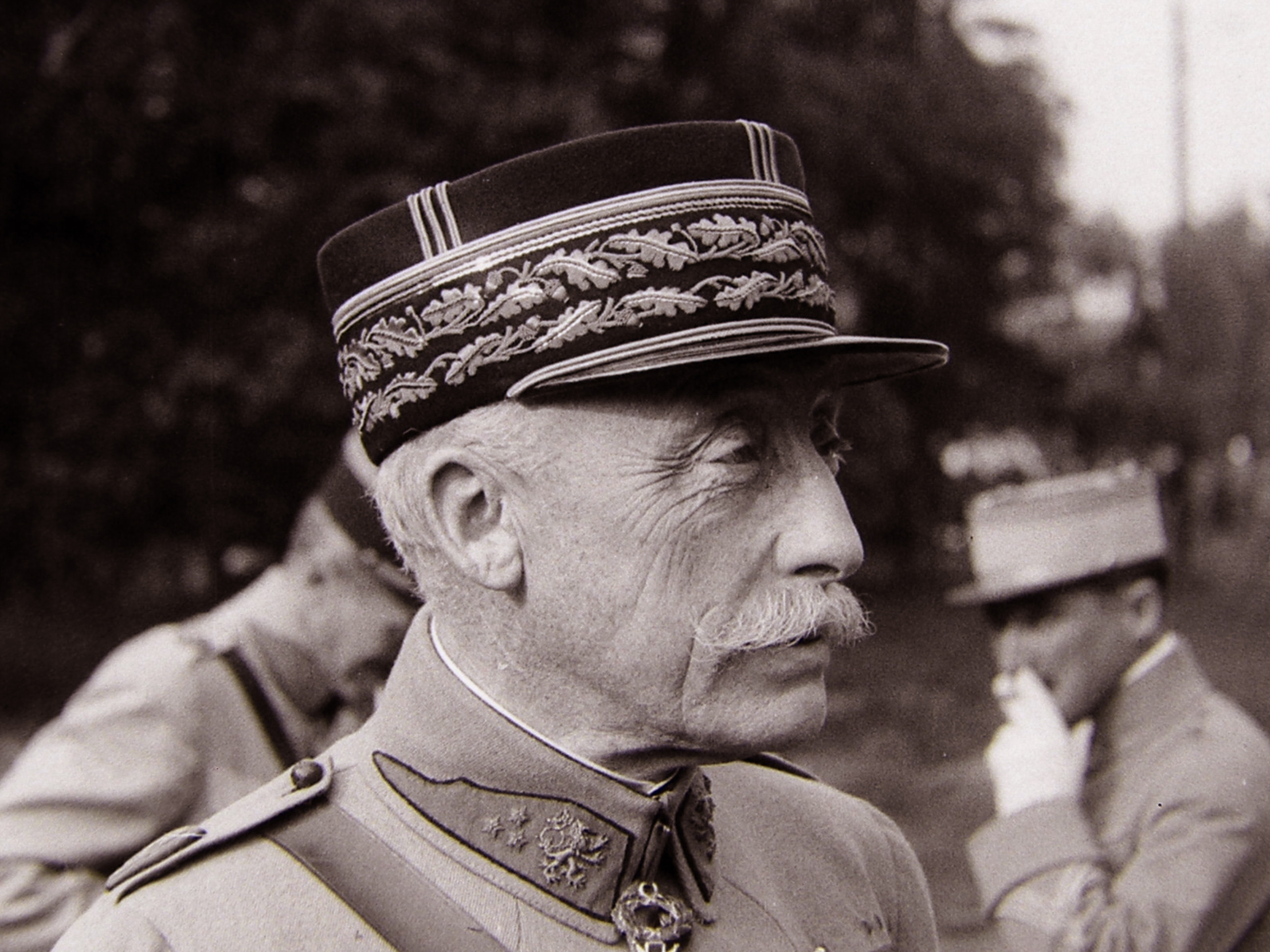
General Maurice Pelle

General Pelles Kräfte (1. Kavalleriedivision 9. und 125. Division) versuchten den Crozat-Abschnitt an der Linie Le Tergnier—Ham zu besetzen, die französische 22. Division erschien nördlicher bei Pargny an der Somme. Die Franzosen wurden nach heftigem Kampf auf Vouel geworfen. Hutiers Korpsgruppen unter Lüttwitz, Oetinger, Conta, Webern und das Korps Gayl der 7. Armee durchschritten den Crozatkanal über den eroberten Brückenköpfe bei St. Christ, Ham, St. Simon und Iussy. Sie warfen die französische 5. Division zurück und brachen auf Nesle, Golaucourt und den Wald von Chauny durch. Die französische 125. Division unter General Diepold wurde bei Tergnier nach Westen zurückgeworfen.
General Pétain organisierte bereits die entscheidende Gegenmaßnahme: Er führte nicht nur die 3. Armee unter General Humbert aus der Reserve in die Schlacht, sondern rief auch die 1. Armee von Flandern her an die Somme. Die französische 1. Armee unter General Debeney war bereits vom Houthulster Wald nach Lothringen im Antransport, um bei Verdun als Rückhalt zu dienen, falls die Deutschen einen Angriff an der Maas starteten. Nun wurde diese Armee an die bedrohte Front der Linie Montdidier—Clermont umgelenkt, um den Vormarsch der deutschen 18. Armee vor der Avre zum Stehen zu bringen. Unter dem Oberbefehl von Fayolle wurden die Armeen Humbert und Debeney zu einer Heeresgruppe zusammengefasst, um die Linie Arras—Amiens zu decken.

## Das Ringen am 23. März

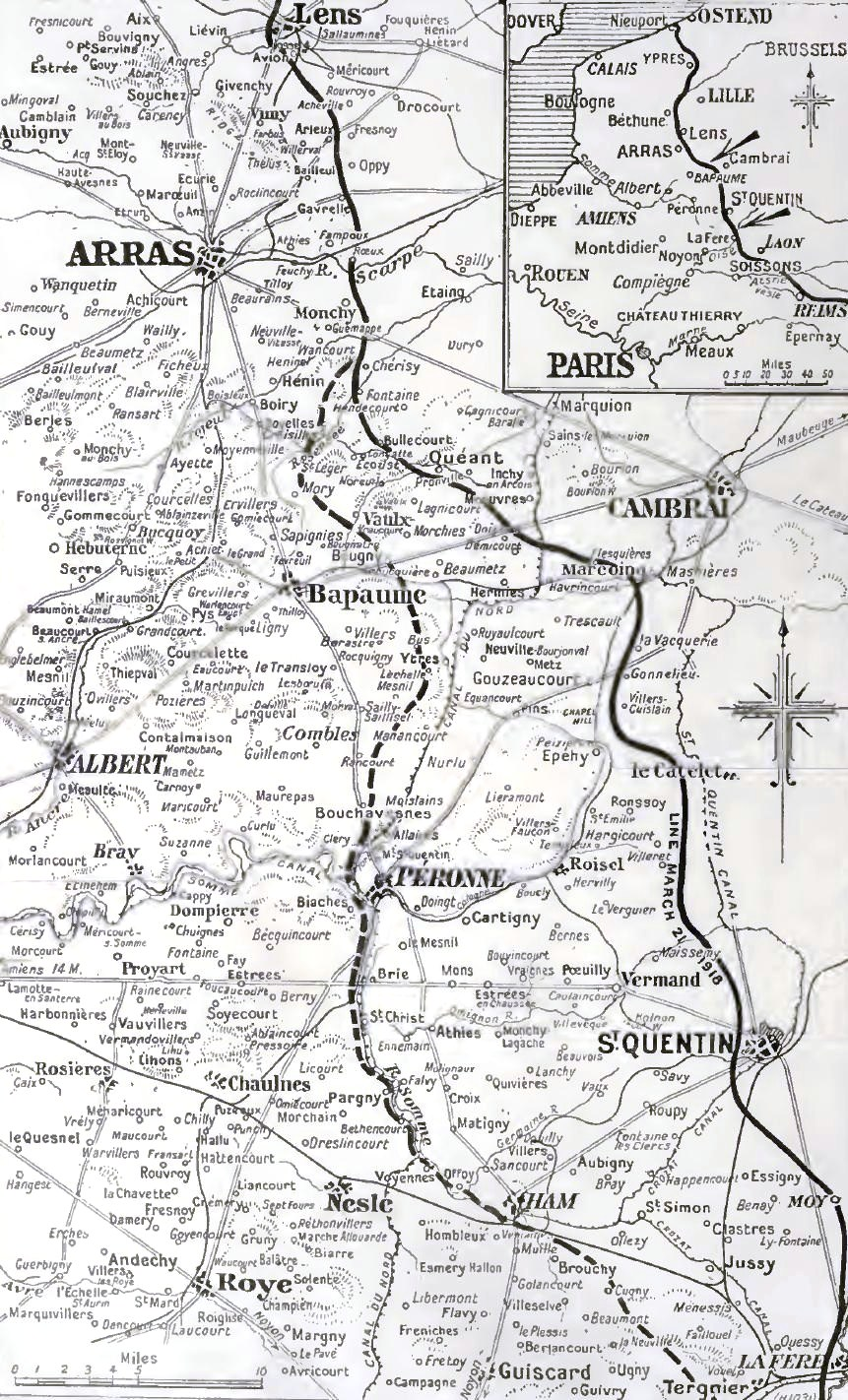
Das zwischen 21. und 23. März eroberte Gelände

Die gegnerische Front vor der 17. Armee nördlich Croisilles gab jetzt nach. Unter dem Druck der deutschen Offensive räumen die Engländer die vordere Linien und zogen sich auf neue Hauptstellungen dicht vor Arras zurück. Die Deutschen drängten nach und besetzten Monchy le Preux. Um dieses Nachgeben ausnützen zu können, wurden die drei Divisionen der OHL-Reserve (2. Garde-, 12. und 26. Division) der 17. Armee zur Verfügung gestellt. Am Nachmittag ging die britische 3. Armee auch nördlich der Scarpe zurück, die Deutschen drängten auf die Linie Gavrelle-Roeux nach. Am linken Flügel der 17. Armee wurde die Umfassung des Cambrai-Bogens jetzt wirksam. Die Briten hatten sich der drohenden Abschneidung aber rechtzeitig entzogen.
Das VI. Reserve-Korps (Gruppe Borne) gewann bei Morchies allmählich Raum nach Westen und drohte die Straße Bapaume—Cambrai zu unterbrechen. Im Abschnitt des XXIII. Reserve-Korps (Kathen) folgte bei Bouchavesnes der Angriff der 13. Division, im zweiten Treffen folgte die 18. Division nach. Am 23. März gelangte die 18. Division kurzzeitig in die vorderste Linie, da ein Divisionsbefehl sie westlich von Templeux-la-Fosse – in das ehemalige Gebiet der Somme-Schlacht – entsandte. Bis der deutsche Vormarsch an der Ancre zum Stehen kam, sollte die 18. Division jedoch in der zweiten Linie verbleiben.
Starke englische Kräfteverschiebungen aus den Raum Arras nach Süden und das Auftreten von vier neuen, bisher noch nicht festgestellte Divisionen ließen erkennen, dass die Engländer ihre Reserven von Norden bereits im Durchbruchsabschnitt einsetzten. Die Bedrohung der Stadt Amiens zwang die Briten zu einem massiven Einsatz ihrer Reservetruppen, um die Bresche zu schließen. Auch der Südflügel der Armee Byng musste, um den Anschluss an die zurückflutende 5. Armee nicht zu verlieren, auf Bapaume zurückgenommen werden.
Ludendorff beabsichtigte die Trennung der Engländer und der Franzosen durch rasches Vordringen beiderseits der Somme zu erreichen: Dafür sollte eine Einschwenkung gegen die Linie Amiens-Montdidier-Noyon unter starker Staffelung nach links erfolgen. Kronprinz Rupprecht von Bayern gab gemäß den Vorgaben der Obersten Heeresleitung die neuen Angriffsschwerpunkte für seine Heeresgruppe bekannt. Die 17. Armee hatte die Hauptrichtung auf St. Pol zu behalten. Starke Kräfte sollen hinter dem linken Flügel der 17. Armee versammelt werden, um weiter auf Abbeville operieren zu können. Die 17. und 6. Armee, später auch die 4. Armee in Flandern sollten den Angriff gegen den Engländer auch nördlich der Somme erweitern. Die 2. Armee hatte beiderseits der Somme vordringend, Amiens zu nehmen und Anschluss an die südlichere 18. Armee zu halten.
Während der rechte Flügel der 2. Armee auf starken Widerstand traf, überschritt die Mitte der das Tal bei Moislains, der linke Flügel erreichte die Somme beiderseits von Péronne.
Der 18. Armee wurde außer den bereits zugeführten 5 noch 4 weitere Divisionen unterstellt, so das Hutier jetzt mit gesamt 33 Divisionen operierte. Ab Mittag erkämpfte die 18. Armee bei Bethencourt, Ham, und Pithon die Übergänge über die Somme, der linke Flügel drang westlich des Crozat-Kanals weiter vor. Die britische 5. Armee setzte ihren Rückzug über die Somme fort und räumte den Brückenkopf bei Peronne. Den längsten Rückzugsweg wurde dem XVIII. Corps unter General Maxse abverlangt. Auf dem Südflügel der 5. Armee zwischen Chauny und Noyon versuchten drei Divisionen des französischen V. Corps ohne ausreichende Artillerie den deutschen Angriff vergeblich aufzuhalten. Die französische 9. und 10. Infanterie-Division waren am rechten Flügel der geschlagenen Armee Gough eingetroffen, wurden aber durch das zügige deutsche Vorgehen beim allgemeinen Rückzug mitgerissen. Bei Pargny, westlich und südwestlich von Ham blieb de deutsche Druck aufrecht. Bei Einbruch der Nacht war die Linie nördlich von Epenancourt von den Deutschen forciert, der Einbruch gegenüber Pargny bis Morchain erweitert worden. Südlich davon hing die 20. Division, mit offenen linken Flügel in der Luft, alle Reserven waren bereits erschöpft. Bei Ham verzögerte ein englischer Gegenangriff des 15. (Pioneer) Bataillons der 61. Division den weiteren Vormarsch.

### Kämpfe an der Somme
Der deutsche Vormarsch riss die Naht zwischen der britischen 3. und 5 Armee noch weiter auf. In der Nacht zum 23. März nahm die 2. Garde-Reserve-Division Mory, nach weiteren Kämpfen fielen auch die stark befestigten Dörfer Beugny, Velu und Hermies. Die englischen Einheiten zogen sich hartnäckig kämpfend von einer zur anderen Position zurück. Im Morgengrauen erreichten die Deutschen die Linie Lechelle und Le Mesnil-en-Arrouaise und eroberten Saillisel, Rancourt und Clery. Nördlich von Bertincourt hielt die britische Garde-Division unter Generalmajor Feilding sowie die 3. und 31. Division ihre alten Positionen. Die britische 17. Division führte östlich von Barastre vier Gegenstöße durch, die 47. Division hielt den deutschen Angriffen auf Rocquigny noch bis in den späten Nachmittag stand, erst ein deutscher Flankenstoß auf Le Transloy zwang auch sie zum Abbauen. Südlich davon leistete die 9. Division nördlich von Clery bis zum Bois de Marrieres tapferen Widerstand. Am frühen Nachmittag fiel Combles, über Morval drangen die deutschen Truppen auf Lesboeufs durch. In Anbetracht der Situation erhielt das britische V. und IV. Korps den Befehl, auf die Linie Bazentin – Le Sars – Grevillers – Ervillers zurückzugehen. Die 35. Division unter Generalmajor Pinney war auf Bray-sur-Somme zurückgegangen, Einheiten der 1. Kavallerie-Division hielten noch bei Montauban stand. Die Deutschen besetzten Clery und drängten die britische 9. und 21. Division noch weiter zurück. Der Rückzug des rechten Flügels und der Mitte der britischen 3. Armee wurde im Laufe des Nachmittags durchgeführt. Das Maschinengewehr-Bataillon der 63. Division leistete bei den Nachhutkämpfen im Raum Lesboeufs wertvolle Dienste. Bis zum Einbruch der Dunkelheit hatten die Divisionen des englischen V. Korps ihre Linie zwischen Bazentin, Eaucourt L'Abbaye und Ligny-Thilloy gehalten. Die Truppen des IV. Korps, die unter ständigen Angriffen standen, hielten sich noch auf der Linie zwischen Le Barke und Ervillers.

### Die Lage südlich der Somme
Am 23. März gegen 16.00 Uhr trafen Marschall Haig und Pétain persönlich in Dury aufeinander. Pétain sicherte den Aufmarsch der ganzen Heeresgruppe unter General Fayolle im bedrohten westlichen Somme-Tal zu. Im ganzen waren etwa 20 französische Divisionen verfügbar, welche den Teil der angegriffenen Front südlich Peronne übernehmen sollten. Aus Flandern (britische 1. und 2. Armee) machte Marschall Haig starke Kräfte (darunter die vier kanadischen Divisionen) frei, die für einen Gegenangriff bei Amiens angesetzt werden sollten.
Bei Peronne verlief die Nacht vom 23. auf den 24. März noch vergleichsweise ruhig, südlich der Somme war der größere Teil der englischen Verteidigungslinie entlang des Kanalnetzes verloren gegangen. Wegen der Trockenheit bildete der Kanal kein ernstzunehmendes Hindernis, aber die Bäume und das Unterholz entlang des Tals boten den Engländern bei der Verteidigung gute Deckung. In den frühen Morgenstunden hatten die Deutschen den Kanal bei St. Christ und Bethencourt überquert, wurden aber durch Truppen der britischen 8. und 20. Division wieder kurzfristig vertrieben.
General Georges Humbert, Oberbefehlshaber der französischen 3. Armee übernahm die Führung zwischen Barisis und Guiscard. Das Eintreffen des 2. Kavalleriekorps und zweier Infanteriedivisionen hinter dem V. Korps wurde erwartet. Die französische 1. Armee unter General Debeney sollte die Verteidigung zwischen Montdidier und Amiens übernehmen und den Anschluss zu den Briten festigen. Die Rückführung von sechs Divisionen der französischen 10. Armee aus der Piavefront in Italien war bereits im Gange. Zuletzt besuchte Haig auch General Gough und beschwichtigte den geschlagenen General in seiner Niederlage: „[…] Hubert, sie können ohne Männer nicht weiterkämpfen, aber die 5. Armee ist schon zu weit zurückgegangen, es wird keinen weiteren Rückzug geben. […]“ Gough wurde angewiesen, die Somme-Linie südlich von Peronne zu halten, bis die versprochene Hilfe der Franzosen heran wäre. Um 23.00 Uhr wurde die britische 5. Armee dem Befehl General Fayolles unterstellt, die Somme zwischen Amiens und Peronne bildete die Grenze zwischen der französischen und britischen Befehlsgewalt. Das britische VII. Corps, im Norden der Somme stehend, wurde unter Oberbefehl der 3. Armee gestellt.

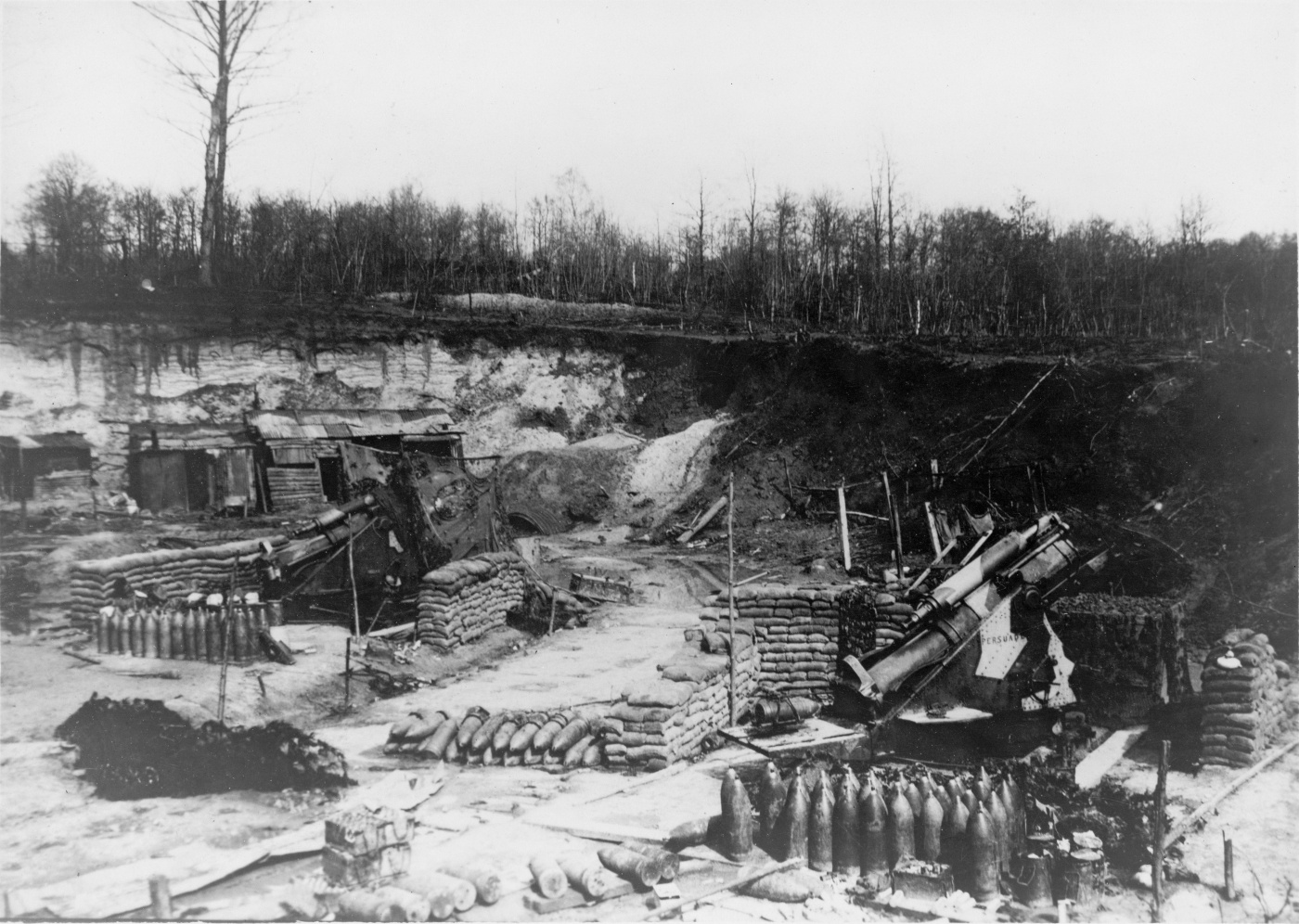
Intakt erbeutetes Waffenlager der Engländer

## 24. März
Am 24. März musste Ludendorff den ursprünglich auf St. Pol gerichteten Schwerpunkt der 17. Armee weiter südlich, auf Doullens verschieben. Belows Truppen waren an den Bastionen östlichen Arras festgelaufen. Pétain fasste die 1. und 3. Armee unter dem Oberbefehl Fayolles zu einer neuen Heeresgruppe zusammen. Die 1. Armee war nach dem Scheitern der flandrischen Offensive vom Houthulster Wald nach Lothringen gesandt worden, um Verdun als Rückhalt zu dienen, falls Ludendorff an der Maas angriff. Nun erschien sie an der Linie Montdidier—Clermont, um zwischen Amiens und Paris den weiteren Vormarsch der deutschen 18. Armee zur Avre zu verhindern.

### Schlacht bei Bapaume
Die deutsche 2. Armee überschritt die Somme, stand vor den Toren von Péronne und erreichte die Bahnlinie Arras—Albert. Die Deutschen überschritten die alten Blutstätten der Sommeschlacht, bis zum Abend waren die Städte Bapaume, Sailly-Saillisel, Nesle, Guiscard und Chauny in deutscher Hand. Am nördlichen Frontabschnitt zwischen Curlu-Equancourt und bei Mory fanden schwere Kämpfe statt. Die britische 42. Division unter General Solly-Flood kämpfte sich zwischen Favreuil und Ervillers auf Thilloy zurück. Der Rückzug der britischen 47. Division (Gorringe) erfolgte über Combles auf Contalmaison auf Le Mesnel, rechts davon ging die 9. Division (Tudor) auf Bauchavesnes, die 63. Division auf Le Transloy zurück. Nach etwa 50 Kilometern Vormarsch, kam die deutsche Offensive im Norden an der Ancre aber zum Stehen. Die deutsche 17. Armee wurde derweil durch britische Gegenstöße vor Arras an der rechten Flanke bedroht und war an den Bastionen im östlichen Vorfeld von Arras festgelaufen.
Die 18. Armee drang aber noch unaufhaltsam vom Crozatkanal auf die Linie Roye—Noyon vor. Bei Chaulnes hielten die Franzosen mit der britischen 19. Division die Verbindung. General Gough versuchte verzweifelt einen Gegenangriff mit vier noch intakten britischen Brigaden im Verein mit der französischen 22. Division gegen den Somme Brückenkopf bei Pargny anzusetzen. Der linke Flügel der Armee Gough wurde von der 3. Armee übernommen, die Trümmer des Zentrums und des rechten Flügels der englischen 5. Armee gingen durch die Zwischenräume der französischen Auffangtruppen auf Amiens zurück. Humberts Divisionen wurden über die Linie Chaulnes—Roye—Chauny auf die Linie Moreuil—Montdidier—Lassigny zurückgedrängt. Das französische V. Korps unter General Pelle wurde zurückgeschlagen und über Guiscard und Chauny auf die Divette zurückgeworfen, es ging über Roye auf Sennpigny zurück. Vergeblich suchte Pétain vor Roye eine neue Front aufzubauen. Der Kommandeur der französischen 2. Kavallerie-Korps, General Robillot sammelte die Reste der 22. und 62. Division und bildete an der Linie Mayencourt-Buvenchy einen Sperrriegel.
Die 7. Armee musste noch zwei weitere Divisionen, die 3. bayerische und die 6. Reserve–Division aus ihrer Front herauslösen, die ab 25. März ebenfalls bei der noch vordringenden 18. Armee eingesetzt wurden. Die deutsche 7. Armee begann am Oisegrund vorzugehen und an Saint-Gobain vorbei ins Ailettetal hinabzusteigen. Der linke Flügel der noch festen französischen Front sah sich dadurch an der Mündung der Aisne überflügelt.

### Angriff über die Ancre

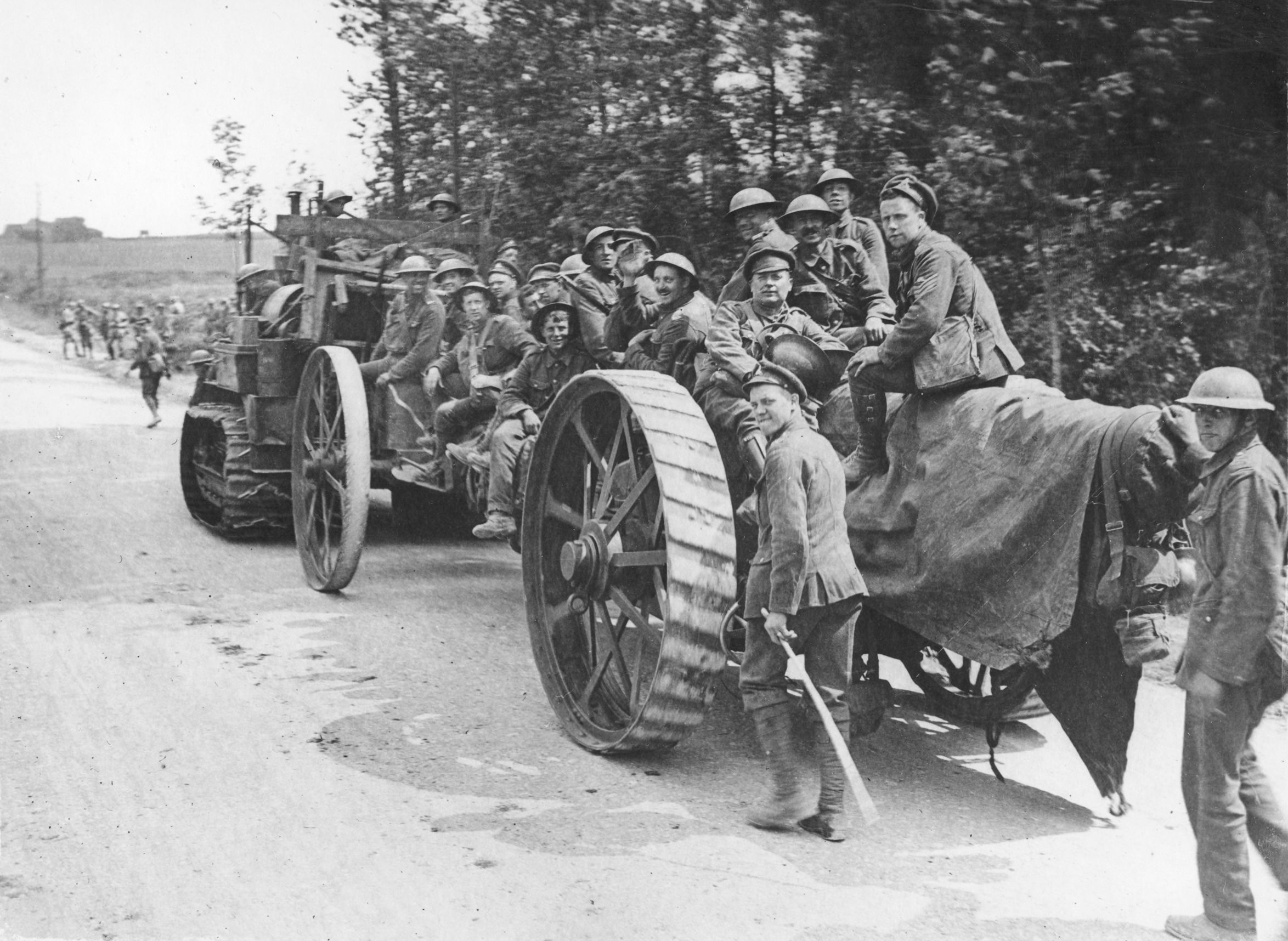
Rückzug schwerer britischer Artillerie

In der Nacht vom 24. auf den 25. März wurde die englische Front bei Sapignies nochmals aufgerissen. Gegen Mittag folgten neue deutsche Angriffe, welche das britische IV. Korps allmählich zurückwarfen, bei Courcelette drängten deutsche Kräfte in eine neue Lücke ein. Die britische 2. Division setzte zwischen Ligny-Thilloy zum Gegenstoß an, zwischen Grevillers und Bihucourt verteidigte die 19. Division erfolgreich. Kurz nach Sonnenaufgang wurden die deutschen Angriffe östlich der Straße Arras-Bapaume zwischen Favreuil und Ervillers zurückgeschlagen, ein Gegenangriff der britischen 42. Division eroberte das Dorf Sapignies wieder kurzfristig zurück. Bei Einbruch der Nacht hatte die deutsche Vorhut das rechte Ufer der Ancre nördlich von Miraumont erkämpft und trieb gegen Serre und Puisieux-au-Mont drängend, die innere Flügel des britischen IV. und V. Korps auseinander. In Anbetracht dieser Situation musste sich das IV. Korps noch während der Nacht und am Morgen auf die Linie Bucquoy-Ablainzevelle absetzen. Die übrigen Divisionen der englischen 3. Armee gingen nördlich der Somme über Bray-sur-Somme zurück und postierten sich neu zwischen Beaumont und Hamel entlang des Westufers des Ancre. Mehrere Divisionen des deutschen XIV. Reserve-Korps schoben sich zur Quelle der Ancre heran. Der britischen 26. Infanterie-Division gelang es eine kleine Lücke zu schließen, den Deutschen fehlte hier die nötige Artillerie, die Offensive der 17. Armee war vorerst festgefahren.

## Weitere Erfolge am 25. März

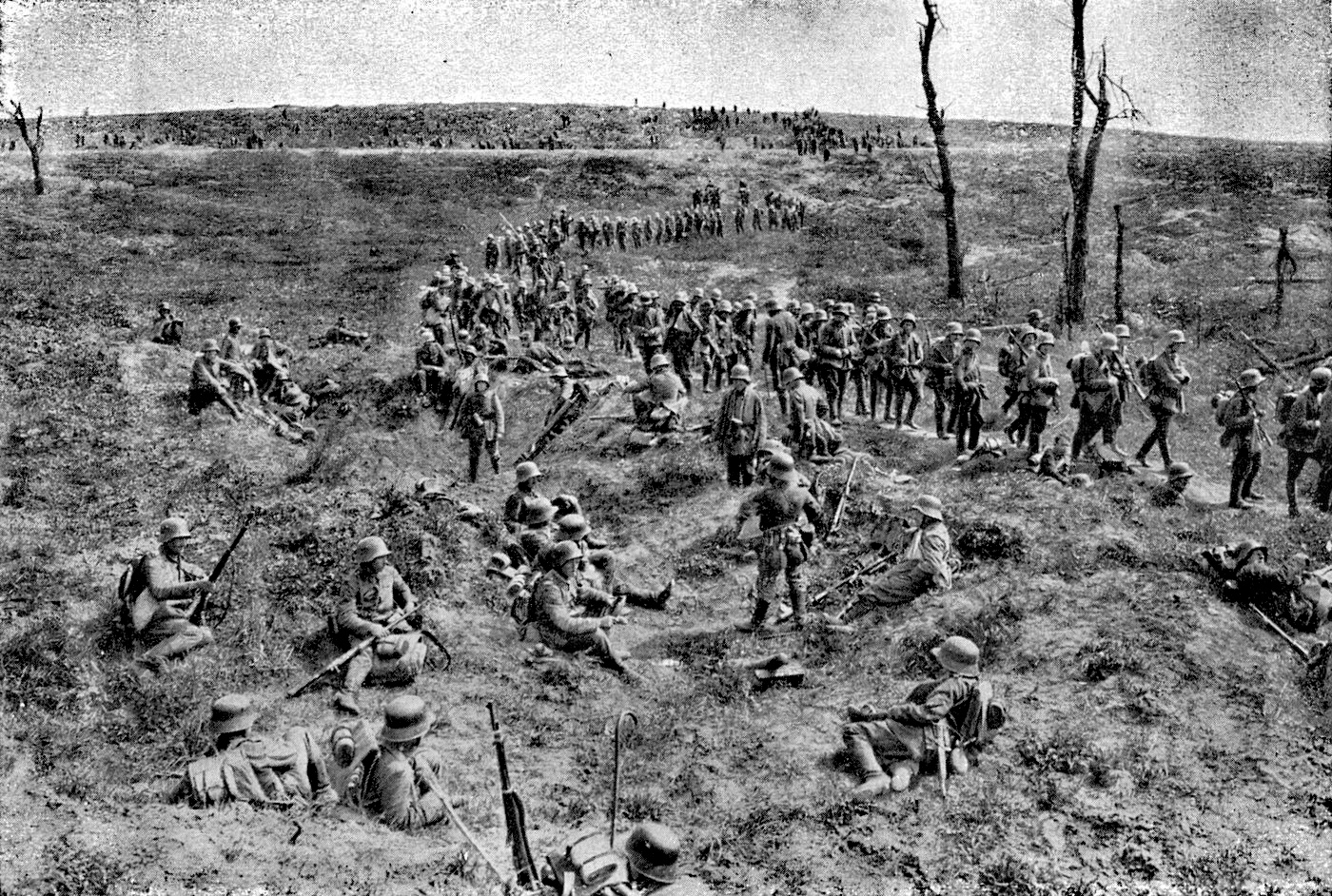
Vorgehen des deutschen Inf.Reg. 15 durch das 1916 aufgewühlte Kampfgelände an der Somme

Der 25. März brachte der deutschen 18. Armee weitere Erfolge. Bis in die Abenddämmerung suchten die Deutschen nach Schwachstellen in der gegnerischen Front, nachdem sie gefunden waren, drängten sie energisch nach und zwangen die englischen Truppen weiter zurückzugehen. Die Deutschen hatten ihren Vormarsch südlich und westlich von Guiscard fortgesetzt und erreichten Noyon. Die abgedrängten britischen Truppen im Osten der Stadt wurden angewiesen, sich nach Süden über die Oise zurückzuziehen. An der Nahtlinie zwischen der 3. und der 5. Armee wurde die Situation sogar kritisch. Der linke Flügel des britischen VII. Korps war im Laufe des Vormittags von Nurlu auf der Linie nördlich von Moislains auf den Canal du Nord zurückgegangen. Als Resultat dieser Bewegung war eine neue Lücke zum V. Korps entstanden, welche die Deutschen schnell entdeckten. Trotz energischer Anstrengungen durch die 47. Division (Generalmajor Gorringe) und von einer Brigade der 2. Division konnte die Lücke nicht wieder geschlossen werden. Der rechte Flügel des V. Korps musste unter dem deutschen Druck nach Süden auf Ytres, später in den Raum östlich von Rocquigny zurückweichen. Am Abend war Guiscard von der 18. Armee gewonnen, in den frühen Morgenstunden des 25. März wurden die bewaldeten Ausläufer nordöstlich von Noyon erreicht. Die Stellung der französischen Batterien nördlich der Oise-Kanals waren gefährdet und mussten über den Kanal bei Appily zurückgezogen werden. Teile der englischen 18. Division (General Lee) eroberten im Gegenangriff das Dorf Baboeuf zurück.
Vor der Front der 2. Armee gab die englische 9. Division die Orte Le Bucquiere und Beugny nach längerem Kampf am Abend auf. An die Stelle der deutsche 18. wurde die 199. Infanterie-Division nach vorne nachgezogen.
Sechs deutsche Angriffe wurden durch die 124. Brigade der britischen 41. Division (Major-General S.T. Lawford) gegenüber der Orte Vaulx-Braucourt zurückgeschlagen. Die 40. Division (Major-General John Ponsonby) nahm Mory im Laufe des Nachmittags durch erfolgreichen Gegenangriffen wieder zurück, die 31. Division (Generalmajor R.J. Bridgford) wies die Angriffe der beiden deutschen Divisionen über St. Leger mit schweren Verlusten zurück.
Die Divisionen des VII. Korps wurden nach schweren Kämpfen westlich von Peronne über die Linie des Flusses Tortille auf den Anhöhen bei Bouchavesnes und im Süden von Sailly-Saillisel zurückgedrängt.

### Rückzug hinter die Somme, Bildung von Careys Force

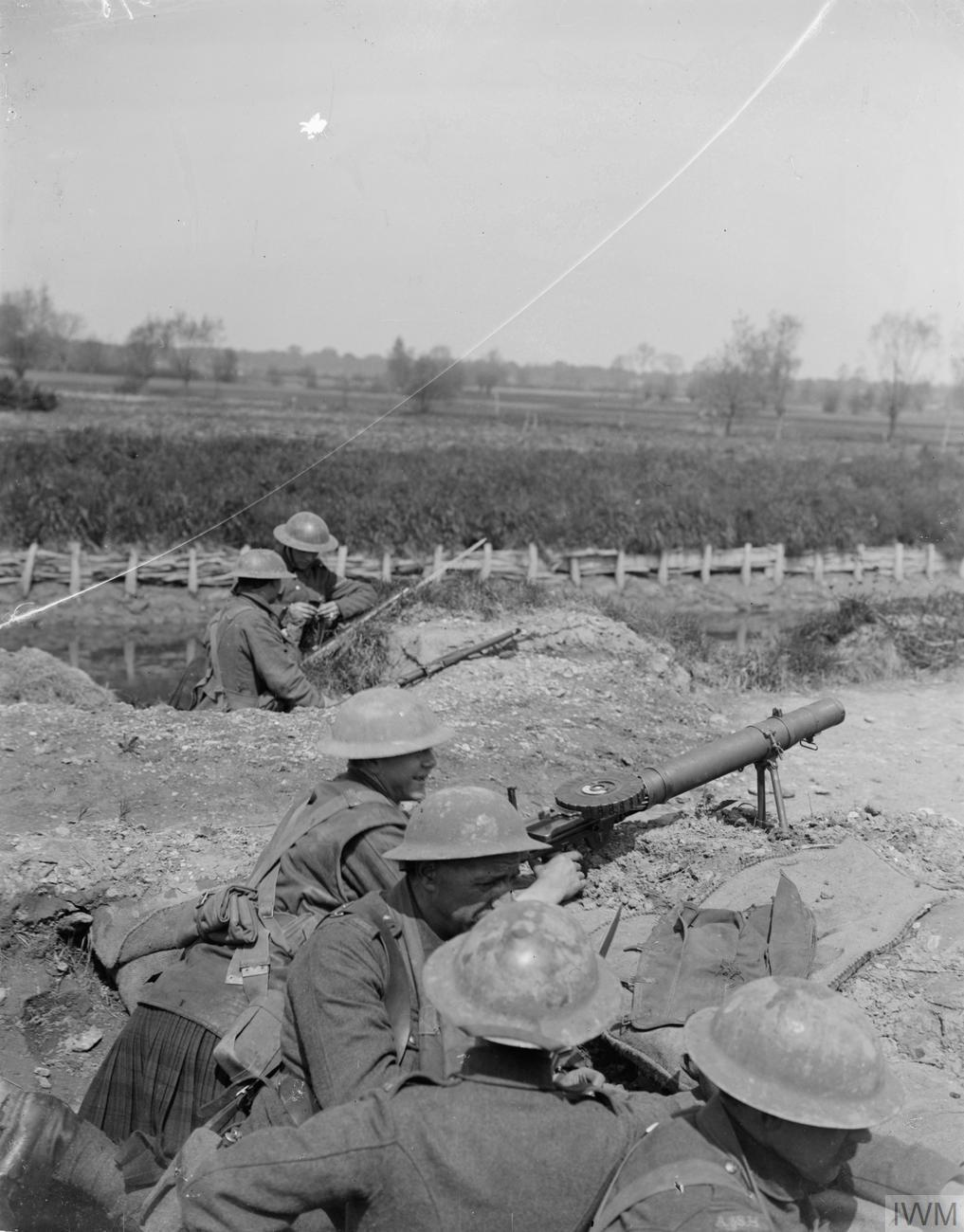
Britischer Sperrverband

Im Laufe der Nacht wurden noch haltende französische Truppen nördlich der Oise oberhalb Etepigny zurückgezogen, von wo jetzt die neue Front über Noyon – Guiscard – Libermont verlief. Zwischen der Somme und Oise begannen die Kämpfe am Morgen erneut bei dichtem Nebel.
Im Laufe des Vormittages wurde der Gegner durch die 18. Armee nach Chauny zurückgedrängt. Das nach Süden abgedrängte britische III. Korps kam an diesem Tag unter das Kommando der französischen 3. Armee.
Feldmarschall Haig machte nach der Rücksprache mit dem Oberkommandos der 1. und 2. Armee, General Horne und General Plumer neue Reserven frei, auch das kanadische Korps wurde für einen Gegenangriff aus Flandern herausgezogen und nach Amiens dirigiert. Die Kluft zwischen dem britischen XVIII. und XIX. Korps bei Nesle, zwang die französischen und britischen Truppen auf die Höhen am Südufer des Ingon zurück. Südlich davon überquerten die Deutschen bei Libermont den Kanal und drängten das XIX. Korps in Richtung auf Chaulnes und Barleux zurück. Angesichts der deutschen Fortschritte auf dem rechten Ufer der Somme westlich von Peronne, mussten die Briten auf die Linie Hattencourt – Estrees – Frise zurückweichen. Die Reste der 20. und 36. Division befanden sich über Eaucourt und Cugny auf den Rückzug, die offenen Flanken waren weiterhin gefährdet. Die 39. Division führte bei Biaches einen Gegenangriff durch, um den Rückzug zu decken. Die noch bestehende Lücke zwischen dem britischen XVIII. und XIX. Korps westlich von Nesle wurde durch einen Gegenstoß die 61. Brigade aus dem Liancourt Wood, wo bisher die 36. Division verteidigte. Die Brigade hielt den Vormarsch des Feindes solange auf, bis die Reste der 20. Division am Morgen des 26. März unbehelligt nach Roye zurückgehen konnten. Der Rückzug bei Cugny wurde durch einen Gegenstoß der 6. Kavallerie-Brigade gedeckt. Sich opfernde Einheiten der 2. und 3. Kavallerie-Division unter Generalmajor Harmon unterstützten französische und englische Infanterie bei den Rückzugskämpfen im Raum Guiscard. Die Abwehr der berittenen Truppen war von unschätzbarem Wert, um den drohenden Zusammenbruch der Front zu verhindern. General Gough sammelte zwischen Fouilloy und Aubigny die Reste der 20. Division, etwa 2000 Mann – vor allem Pioniere (darunter 500 Amerikaner) und Mineure unter dem temporären Befehl von Generalmajor Grant, Chefingenieur der 5. Armee. Wegen dessen Abwesenheit wurde dessen Stellvertreter Brigadegeneral Carey am Nachmittag des 26. mitgeteilt, dass er stattdessen den Befehl über eine Sperrgruppe zu übernehmen hatte. Die als „Careys Force“ bezeichnete Gruppe konnte drei Tage lang die gefährliche Lücke zwischen der 5. und 3. britischen Armee zwischen Hamel und den Wald von Bangard durch hinhaltende Kämpfe notdürftig schließen.

## Der 26. März
Die beiden nördlichen deutschen Armeen, die 17. und 2. kamen nicht mehr richtig voran, während die 18. Armee ihren Vormarsch fächerartig an allen Seiten fortsetzen konnte. Seit dem Morgen tobten beim deutschen Vorgehen auf Amiens schwere Kämpfe bei Hattencourt und bei Herbécourt. Die Truppen des General von Marwitz erstürmten die Höhen von Contalmaison. Die 3. Marine-Division stürmte den Wald von Mametz, die 54. Reserve-Division Pozieres, die 13., 25. und 199. Infanterie-Division nehmen die Höhen von Maurepas und Clery. Die Gruppe Watter nahm Estricourt, Manancourt, Rocquigny und Bouchavesnes. Die Briten unter General Grant hielten die alten Verteidigungslinien zwischen Amiens Mezieres, Marcelcave und Hamel. Außer General Carey’s Force gab es keine Verstärkungen jeglicher Art hinter der Division, die seit der Eröffnung der Schlacht ununterbrochen im Kampf stand. An der Linie Le Quesnoy – Rosieres – Proyart sollte mit dem rechten Flügel der 3. Armee bei Bray die Verbindung gesucht werden. Bei Colincamps klaffte eine Frontlücke, welche die frisch eintreffende Teile der Neuseeländischen Division auf der Linie Hamel-Serre zu schließen versuchte. Am frühen Nachmittag Truppen eroberten neuseeländische Truppen unter Generalmajor Russell Colincamps zurück, während eine Brigade der australischen 4. Division unter Generalmajor Sinclair-MacLagan die Lücke zwischen Hébuterne und Bucquoy schloss. Erstmals wurden hier neue britische „Whippet“-Tanks, die leichter und schneller als die Mark IV waren, eingesetzt. Gegen 13:00 Uhr gingen zwölf Whippets des 3. Panzerbataillons zum Gegenangriff über. Colincamps wurde um die Mittagszeit von den Deutschen erreicht, hier verteidigten zwei Bataillone der britischen 51st (Highland) Division. Die deutschen Angriffe bei und nördlich von Bucquoy wurden unter großem Verlust zurückgeschlagen.

### Konferenz von Doullens
Am 26. März kam es zu einer Krisenkonferenz der militärischen Führer der Entente in Doullens. Wegen der bisher mangelhaften Koordinierung zwischen dem französischen Armeekommandeur General Philippe Pétain und dem britischen Befehlshaber Feldmarschall Douglas Haig einigte man sich jetzt zur Ernennung des Generals Ferdinand Foch zum alleinigen Oberbefehlshaber („commander-in-chief“) an der Westfront. An der Konferenz nahmen General Pétain, Präsident Raymond Poincaré, Premier Georges Clemenceau und General Maxime Weygand auf Seite Frankreichs teil; Minister Winston Churchill, Lord Alfred Milner, Feldmarschall Haig und die Generale Henry Wilson, Herbert Lawrence und Archibald Montgomery waren die britischen Vertreter. Fochs Willen zum eisernen Durchhalten soll er folgendermaßen unterstrichen haben: „Ich würde pausenlos weiterkämpfen. Ich würde vor Amiens kämpfen, ich würde in Amiens kämpfen und ich würde hinter Amiens kämpfen. Ich würde immer kämpfen und niemals kapitulieren.“

### Schlacht bei Rosieres und an der Avre

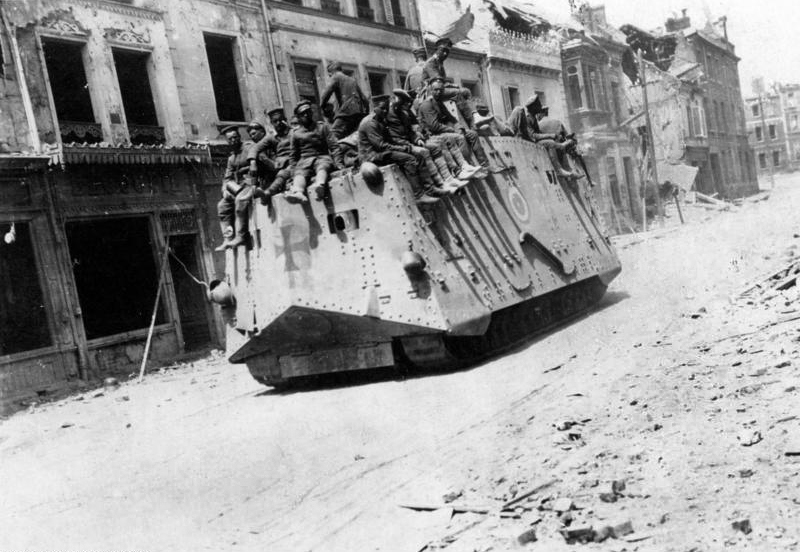
Schwerer deutscher Kampfwagen A7V durchquert Roye, 26. März

Die neue Armeegrenze zwischen der deutschen 2. und 18. Armee lag etwa sechs Meilen südlich der Somme in Péronne. Südlich der Somme wurde bei Chuignolles an der Straße Chuignes-Foucourt gekämpft, zwischen der Oise und Somme verteidigten die Franzosen 29 Kilometer Front, die Briten hielten 31 Kilometer.
Truppen des deutschen IX. Armee-Korps hatten Roye besetzt. Eine neue Lücke hatte sich zwischen dem linken Flügel der Franzosen bei Roye und dem Rechten des britischen XIX. Korps bei Fransart aufgetan. In der Schlacht bei Rosières rang das britische XVIII. Corps unter General Maxse um den Erhalt der Front. Südlich von Harbonnieres hielt die britische 8. Division Rosieres gegen die deutschen Angriffe. Ein erfolgreicher britischer Gegenangriff mit dem 2. Bataillon und dem 22. (Pioneer-)Bataillon, unterstützt durch die 50. Division unter Generalmajor H.C. Jackson wurde südwestlich von Proyart angesetzt. Ein Gegenangriff der britischen 6. Division über Framerville und östlich und nördlich von Harbonnières scheiterte. Bei Arvillers konnten Truppen der britischen 24., 30. und 20. Division ihre Positionen im Laufe des Tages im Wesentlichen halten, obwohl ihre rechte Flanke bei Davenscourt umgangen war und den Deutschen der Durchbruch auf Montdidier gelang. Um die Lücke zu füllen, waren die Reste von vier Divisionen im Raum nordwestlich von Roye angetreten um die Verbindung zum französischen Korps Robillot wiederherzustellen.
Um die Lücke zwischen Franzosen und Briten zu füllen, wurde auch die abgekämpfte britische 36. und 30. Division, die am Vortag bereits zurückgezogen worden war, noch einmal in den Kampf geschickt, sie führten Abwehrkämpfe bei und nördlich von Andechy. Der tapfere Widerstand bei Andechy bis zum Nachmittag des 27. März spielte eine wichtige Rolle bei der Verhinderung des deutschen Durchbruches. Am Ende des Tages standen die britischen Truppen südlich der Somme in Kontakt mit den Franzosen an der Linie Guerbigny – Rouvroy-en-Santerre – Proyart.

## Die Kämpfe am 27. März
Der deutsche Angriff bedrohte gleichzeitig die Linie Doullens—Amiens und die Straße Amiens—Paris. Der Schwerpunkt für die 2. Armee wurde südlich der Somme auf Amiens verschoben. Der deutsche Angriff erreichte die Linie Albert—Roye. Der deutsche Vormarsch zwischen Ancre und Somme erreichte die Linie Morlancourt-Sailly. Hier begann die Kraft der Verteidigung zu wachsen, die Kraft der 17. Armee war erlahmt. In Verfolgungskämpfen warfen die Truppen der 3. Marine-Division, der 9., 50. und 54. Reserve-Division Byngs Truppen bei Contalmaison, überschreiten die Ancre und drangen am 27. März in Albert ein. Die Orte Framerville, Proyart und Morcourt fielen in deutsche Hand. Teile der britischen 1. Kavallerie-Division gingen über den Fluss und besetzten Bouzencourt. ANZAC-Einheiten rückten an der Straße Albert—Amiens und zu beiden Seiten der Römerstraße auf Villers-Bretonneux vor und führten Hunderte von Tanks zu Gegenangriffen heran.
General Foch versuchte den Ansturm Hutiers an der Avre, an der Matz und vor Lassigny aufzuhalten. Die deutsche 18. Armee schwenkte gegen den Avre-Abschnitt ein. Die 6. Bayerische Division und die 6. Bayer. Reserve–Division griffen als neue Reserven an der vorderen Front ein. Die französische 56. Division verteidigte die Linie Dancourt-Popincourt-Tilloloy. Die 22. Division musste Grivillers und Marquivillers aufgeben und auf Montdidier zurückgehen. General Humberts Widerstand bei Chauny wurde gebrochen und die Franzosen über die Divette zur Matz zurückgedrängt. Zur Verstärkung der 18. Armee griffen die Jäger-Division, die 14. Division, sowie die 76. und 80. Reserve-Division in die Kämpfe ein. Geschlagen flutete Humberts Korps nach dem Verluste Rosieres auf Montdidier zurück. Die britische 58. Division unter General Cator hielt bei Montdidier Verbindung zu der französischen 125. Division unter General Diepold. Die Franzosen wurden von anrückenden Verstärkungen gestützt und aufgenommen.

## Mars-Angriff auf Arras und weitere Kämpfe am 28. März

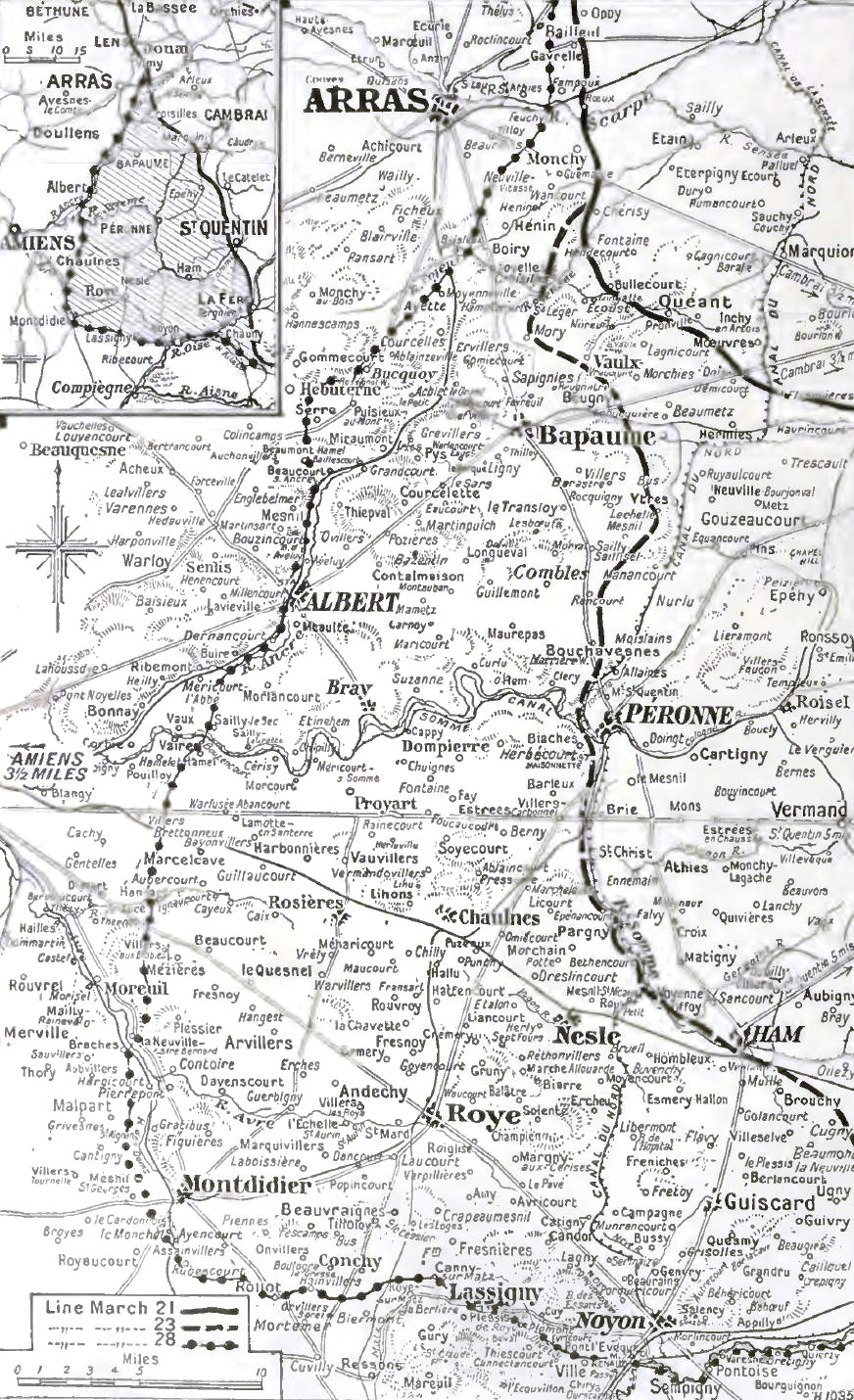
Das zwischen 23. und 28. März eroberte Gelände

Die Deutschen machten an diesem Tag starke Anstrengungen, um die stockende Offensive wieder in Bewegung zu bringen, der „Mars-Angriff“ der 17. Armee sollte dafür bei Arras durch das Tal der Scarpe nach Westen durchbrechen. Der Angriff erforderte den Einsatz der 23. Res.-Division, der 41. und 187. Division, dahinter waren die 2 Garde- und die 204. Infanterie-Division als Reserve bereitgestellt. Hätte man auf diesen Angriff, der fehlschlug verzichtet, hätten vier weitere Angriffsdivisionen (26., 54. und 200. Infanterie-Division sowie 2. bayrischen Infanterie-Division) für den südlicher angesetzten Hauptangriff bei Amiens zur Verfügung gestanden.
Nach einem starken Bombardement brachen in der ersten Welle drei frische deutsche Divisionen am nördlichen Ufer der Scarpe gegen die Linie Vimy – Bailleul – St. Laurent-Blangy vor. Die angegriffenen Positionen wurden jedoch von der britischen 4. und 56. Division (Major-General Matheson und Generalmajor Dudgeon) gehalten. Südlich der Scarpe griffen vier deutsche Divisionen an, zwei davon wurden gegen Bucquoy und die Höhen vor Arras angesetzt. Dieser Angriff wurde von der britischen 3. und 15. Division (Generalmajor Reed) abgewiesen. Noch weiter südlich zwischen Hebuterne und Dernancourt erfolgten nur lokale Angriffe der Deutschen. Ein zweiter deutscher Angriff nördlich der Scarpe, der am späten Nachmittag startete, wurde ebenfalls an allen Punkten abgewiesen. Die britische 42. Division schlug Angriffe von Ablainzevelle her zurück, Vorstösse über Bucquoy wurden von der 62. Division und einer Brigade der 4. australische Division abgewiesen. Das Eingreifen des rechten Flügel der britischen 1. Armee mit dem XIII. Corps unter Generalleutnant Beauvoir de Lisle, stützte die 3. Armee zusätzlich.
Im Abschnitt der 2. Armee stoppte die britische 17. Division die Deutschen an der Linie Mametz-Montauban. Die britische 47. Division stand mit der 37. Brigade bei Pozières, ihre 141. Brigade deckte bei Senlis. Gegen den rechten Flügel der britischen 47. Division erfolgte der Angriff der deutschen 107. Division. Die 141. Brigade der 47. Division befestigte die Linie La Boiselle, bei Bouzincourt schloss die Abwehrfront der 63. Division (General C.E. Lawrie) an.
Das Vorgehen der 18. Armee östlich von Montdidier wurde durch Gegenangriffe der französischen 1. Armee unter General Marie-Eugène Debeney gestoppt. Die inneren Flügel der 2. und 18. Armee wurden zum Angriff auf die Linie Villers-Bretonneux—Montdidier zusammengefasst. Das deutsche III. Armee-Korps stieß mit der 88. Division unter General von Beczwarzowski auf den Brückenkopf Moreuil herab, die 50. Infanterie-Division unter General von Engelbrechten rückte über Rouvroye auf La Neuville vor. Im Raum Moreuil stand die 133. Infanterie-Division und die 4. Kavallerie-Division unter General Mesplé, die 22. Infanterie-Division und die 62. Infanteriedivision unter General Robillot hielt im Raum Hangest-en-Santerre, die 163. Infanterie-Division verteidigte Moreuil. Die 1. Garde-Division nahm Erches und Saulchey und ging gegen Pierrepont vor, die 28. Division unter Generalleutnant von Buchau warf den Gegner nordöstlich von Montdidier, die 206. Division unter General von Etzel stürmte gegen Montdidier. Die 9. Division nahm Faverolles und unterbrach die Straße Montdidier—Rollot—Ressons, die 10. Reserve-Division unter General Dallmer nahm Rollot, die 10., 45., 231., 36. und 33. Division griffen die Linie Rollot—Lassigny an und suchen auf beiden
Ufern der Matz nach Süden durchzubrechen und das französische Korps Pelle an der Divette zu umfassen. Als sich bei Lassigny der Widerstand der französischen 3. Armee auf den Höhen der Divette versteifte, versuchten die Deutschen dessen linken Flügel zu überflügeln. Französische Kavallerie verteidigte die Zugänge nach Montdidier, zwischen Lassigny und Montdidier warfen sich Jäger ins Gefecht.

## 29. März

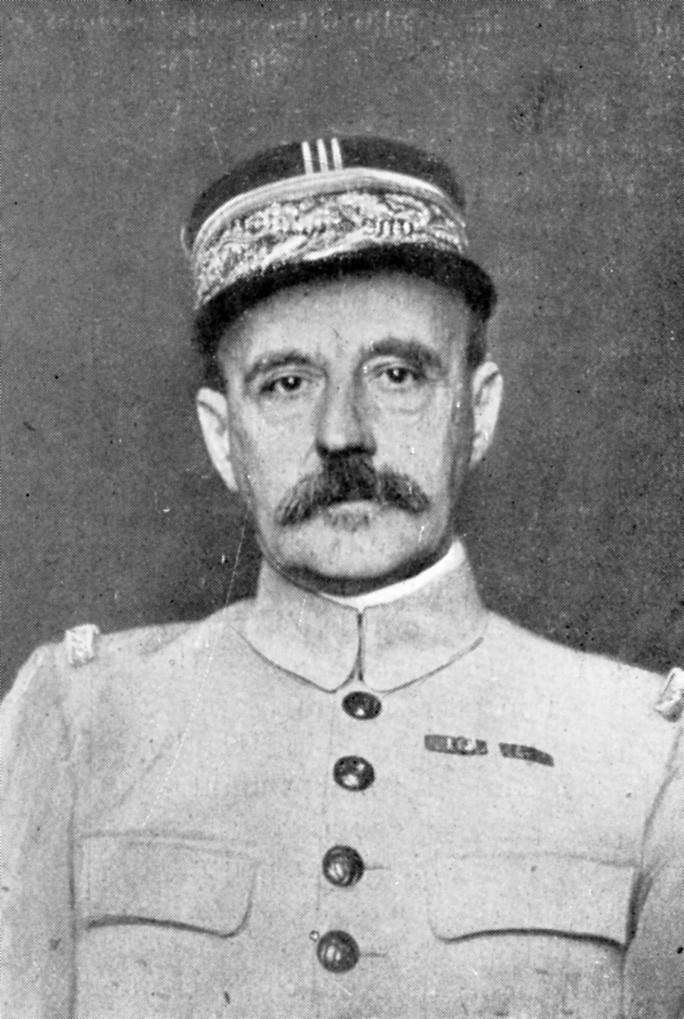
Marie-Eugène Debeney, Oberbefehlshaber der bei Montdidier eingesetzten 1. Armee

Am 29. März war die ganze Kraft des „Michael-Mars-Angriffes“ nördlich der Somme konzentriert.
Ludendorff gab den Befehl den Druck der 2. Armee südlich der Somme zu verstärken, welche für das Vorgehen auf die Linie Noye-Thory mit zwei Divisionen der 17. Armee verstärkt wurde.
Die 17. Armee war damit des größten Teils ihrer Angriffskraft beraubt. Die Achse des Durchbruchs der 2. Armee verlief direkt auf Amiens. Der Schwerpunkt war aus der Linie Breteuil-Tertigng (Südwesten) auf Amiens-Moreuil verlegt. Vom 28. bis 30. März wurden der 2. Armee neun zusätzliche Divisionen zugeleitet (davon 2 Stellungs- und 6 bisher noch nicht eingesetzte Angriffsdivisionen – 5 von der 17. Armee, 1 von der 6. Armee, 3 aus der OHL Reserve). Die 23. Reserve-Division erschien bei Demuin, die 52. Reserve-Division nördlich Montdidier, die 51. Reserve-Division bei Montdidier, die 242. Division bei Boulogne la Graffe und die 7. Reserve-Division bei Plemont. Der 17. Armee wurden neun Divisionen und viel Artillerie entzogen – der Gegner vor ihrer Front war derweil auf 28 Divisionen angewachsen. Auch südlich der Somme hielt der größte Teil der 18. Armee seine Vorwärtsbewegung wegen der Konzentration auf Amiens an. Nur Hutiers rechter Flügel blieb, zusammen mit dem linken Flügel der 2. Armee, im Vordringen über die Avre, erzielte aber nur geringen Geländegewinn. Die 18. Armee versuchte mit ihrer Mitte die Linie Ferrieres-Tricot-Mery-Ressons zu erreichen, geriet aber immer mehr in den Bereich feindlicher Gegenangriffe. Nur ihr rechter Flügel blieb in Verbindung mit dem linken Flügel der 2. Armee beim Vorgehen zur Avre und erreichte noch eine Frontbegradigung von Marcelcave nach Plessier. Hinter dem linken Flügel sollten sich im südlichen Abschnitt der Armee Verstärkungen konzentrieren um das Vorgehen des rechten Flügels der 7. Armee über die Oise zu unterstützen.

### Weisungen der deutschen Führung
Gegen Mittag des 29. März erörterte General von Kuhl, der Generalstabschef der Heeresgruppe Kronprinz Rupprecht mit dem Chef der Operationsabteilung, Major von Bartenwerffer seine Bedenken gegen die geplante Operation Georgette, die nach acht Tagen erfolgen sollte.
Am Nachmittag erging folgender Fernspruch Ludendorffs für die Fortsetzung der Operationen:

„Der Angriff südlich der Somme in Richtung Amiens und über Montdidier soll vom linken Flügel der 2. Armee, der 18. Armee und dem rechten Flügel der 7. Armee fortgesetzt werden. Hinter der 18. und 2. Armee ist eine besonders starke Kräftegruppe erforderlich. Die Oberste Heeresleitung wird ihre Kräfte dorthin führen, auch die 17. Armee muss weitere Kräfte zur 2. Armee verschieben. Dem Angriff südlich der Somme soll sich die 2. Armee nördlich davon mit scharfem Druck auf Amiens, später auch der linke Flügel der 17. Armee anschließen.“

Am 6 Uhr nachmittags folgte eine weitere Weisung der Heeresleitung: „Trotz der Anstrengungen, die bisher von den inneren Flügeln der 2. und 18. Armee gefordert wurden, muss der Angriff über die Noye weitergehen. Linker Flügel der 2. Armee hat mit voller Kraft bis zur Straße Amiens-St. Fuscien-Ailly vorzustoßen, rechter Flügel der 18. Armee auf La Raloise etwa 6 Kilometer südlich Ailly.“

## Die Wende am 30. März
Am 30. März entbrannte die Schlacht aufs Neue. Die 17. Armee suchte noch einmal südwestlich von Arras Raum zu gewinnen, stieß aber auf Haigs Reserven, die aus Flandern und aus den Lagern von St. Omer und Doullens herbeiströmen und an der Straße Arras—Doullens—Amiens aufmarschieren.
Der linke Flügel der 2. Armee griff mit dem Aufgebot aller Kräfte südlich der Römerstraße gegen Amiens an. General von der Marwitz griff bei Albert und an der Römerstraße mit Teilkräften an, um sich Villers-Bretonneux zu bemächtigen, welche das östliche Glacis von Amiens schützte. General Gontard durchbrach die englische Stellung bei Hamel, traf aber dann auf Kanadier und Australier, die General Rawlinson über Doullens herangeführt hatte. Sie trafen vor Villers-Bretonneux auf den bereits erstarkten Gegner, griffen auch gegen Hamel an, wurden dort aber abgewiesen. Die Deutschen erstiegen die Avrehöhen und wurden auf der Hochfläche zwischen Avre und Noye gefesselt. Englische und französische Bataillone verteidigen die Zugänge von Amiens.
Die französische 1. Armee verteidigte den Abschnitt Montdidier—Moreuil—Hangard. General Debeney fand an den Avrehöhen und am Westufer des Luce, der nordwestlich von Moreuil in die Avre mündet, starken Rückhalt. Größere Geländegewinne der Deutschen gab es noch im Wald von Hangard. Die in den Bereich der Gruppe Lüttwitz (III. A.K.) überwiesene 243. (württemberg.) Division beteiligte sich an der Erzwingung des Avre-Überganges bei Moreuil. Nachdem auch die Höhen nördlich von Moreuil gefallen waren, musste die 2. Armee vier frische Divisionen (2. Garde-, 2, Bayerische, 204. Inf- und 53. Reserve-Division) an die 18. Armee abgeben. Den eigenen linken Flügel südlich der Somme verstärkte die 2. Armee derweil durch die noch nicht eingesetzte 54. Infanterie-Division und die 9. Bayerische Reserve-Division sowie zwei bereits an den Kämpfen beteiligte Divisionen (25. und 228. Infanterie-Division), sowie die von der 17. Armee überwiesene 24. Reserve-Division.
Die Lücke, die Englands und Frankreichs Armeen voneinander zu scheiden drohte, war jetzt wieder geschlossen. Die französische 9. Division unter General Maurice Gamelin deckte bei Noyon, wo auch das französische II. Kavallerie-Korps unter General Robillot verteidigte, nördlich der Luce startet die britische 66. Division einen Gegenangriff mit der 39. Division bei Demuin. Die deutsche 7. Armee bekam am südlichen Abschnitt die Oise-Übergänge südlich Chauny in die Hand.

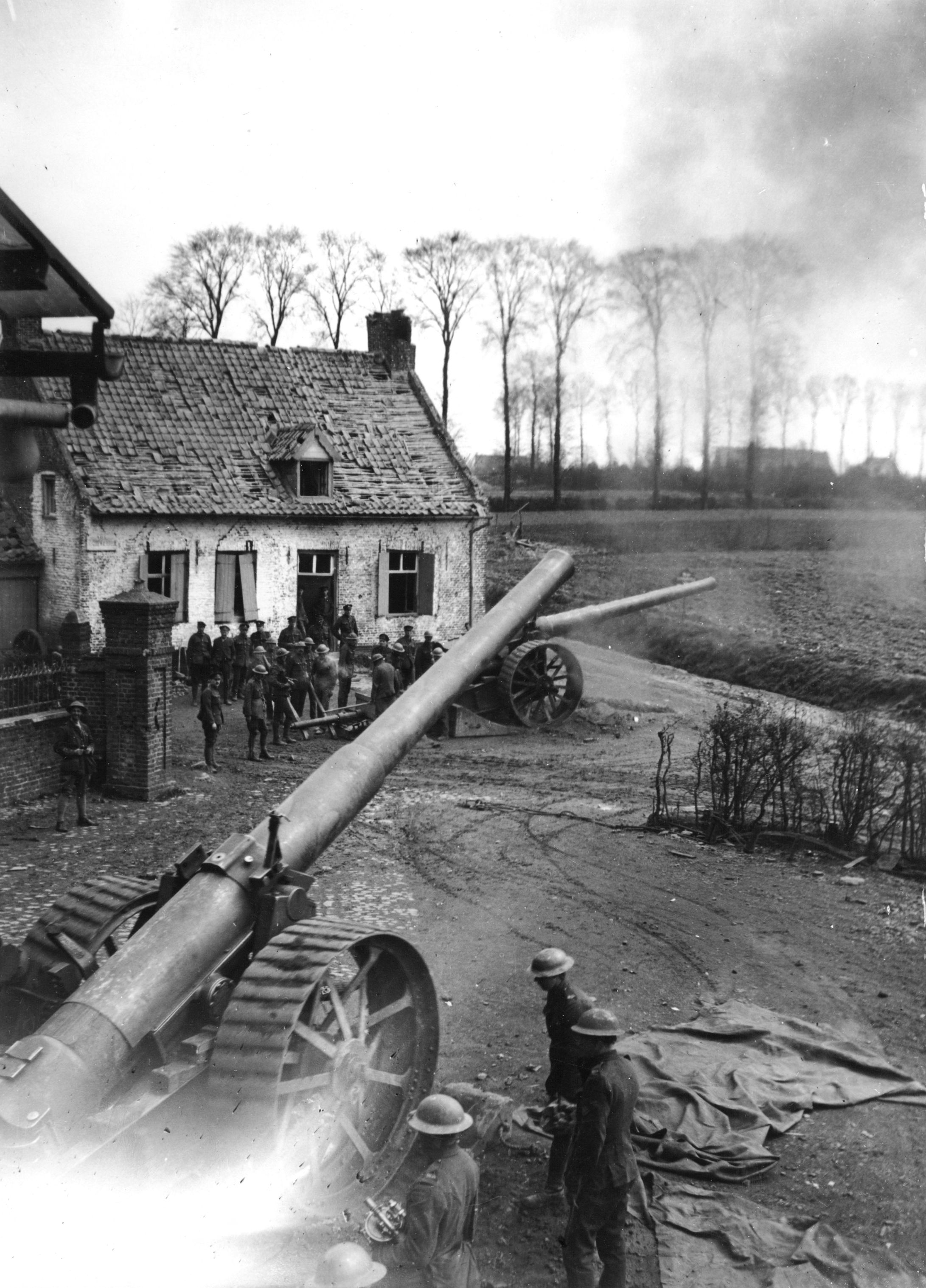
Abwehrbereitschaft schwerer britischer Artillerie

## Ausklang der Offensive Anfang April
Am 31. März gingen die alliierten Armeen unter Humbert, Debeney und Rawlinson nach den fehlgeschlagenen deutschen Vorstößen zu Gegenangriffen über. Die Schwerpunktsetzung der Angriffe war südlich der Somme konzentriert, gegen die Frontstellung der 18. Armee westlich der Avre wurden alle britischen Angriffe abgewiesen. Die Schlacht erfasste Anfang April die ganze Front von Arras bis Lassigny, zwischen der Somme und der Avre, in der Linie Corbie—Villers-Bretonneux—Hangard—Moreuil—Grivesnes—Montdidier nochmals zur eigentlichen Durchbruchsschlacht. Die 1. Garde-Division erstürmte unter schweren Opfern das Höhendorf Grivesnes, das 1. Garde-Regiment drang gegen das dortige Schloss vor. Als Belows Truppen Monchy endlich nehmen konnten, war Haigs Verteidigung schon stark genug, die Linie Arras—Hebuterne eisern zu halten. Die Kämpfe an der Scarpe waren wirkungslos verebbt, die Kämpfe neuerlich an die Avre und die Luce verlegt worden.
Die in den Bereich der Gruppe Lüttwitz (III. A.K.) überwiesene 243. (württemberg.) Division beteiligte sich an der Erzwingung des Avre-Überganges bei Moreuil. Nachdem noch die Höhen nördlich von Moreuil gefallen waren, musste die 2. Armee vier frische Divisionen (2. Garde-, 2, Bayerische, 204. Inf- und 53. Reserve-Division) an die 18. Armee abgeben. Den eigenen linken Flügel südlich der Somme verstärkte die 2. Armee derweil durch die noch nicht eingesetzte 54. Infanterie-Division und die 9. Bayerische Reserve-Division sowie zwei bereits an den Kämpfen beteiligte Divisionen (25. und 228. Division), sowie die von der 17. Armee überwiesene 24. Reserve-Division. Die Divisionen des General Debeney kämpfen um Moreuil und wälzen sich mit Hofackers Divisionen eng verschlungen an den Avrehängen hin und her. Hutiers rechter Flügel ging über das Glacis vor, das von Montdidier zu der Höhenlinie Malpart—Grivesnes—Cantigny—Villers-Tournelle—Welles emporstieg.

### Kampf um Villers-Bretonneux
Am 4. April wurden die letzten Angriffe der deutschen 2. Armee in Richtung auf Amiens durch 6 Divisionen in erster Linie eingeleitet. Das britische XIX. Korps hielt die Linie östlich von Villers-Bretonneux. Von Norden nach Süden wurde die alliierte Front von der 14. Division, dem australischen 35. Infanterie-Bataillon und der 18. Division verteidigt. Ludendorff führte der Armee Marwitz weiteres Geschütz zu und erneuerte die Schlacht am 4. April zwischen Corbie und Moreuil.
Am Morgen des 4. April wurde die englische 14. Division durch die 228. Infanterie-Division zurückgedrängt. Die australische 11. Brigade (Brig.-Gen. J. H. Cannan) war unter den ersten Einheiten, welche die gegnerischen Vorstöße auf Amiens stoppten und einen deutschen Angriff bei Morlancourt abschlagen konnten. Die Australier hielten den Angriffen der 9. Bayerischen Reserve-Division, die englische 18. Division der Garde-Ersatz-Division und der 19. Division stand. Am Nachmittag waren sie aber nach dem Rückzug der 14. Division, gezwungen zurückzugehen, auch die 18. Division fiel noch weiter zurück. Die Deutschen standen dicht vor Villers-Bretonneux, und die Stadt schien zu fallen. Die Krise wurde durch Gegenstösse des australischen Infanterie-Bataillon Nr. 36 unter Oberst J. Milne und Colonel Goddard (35. Bataillon) gemeistert. Der englische Brigadegeneral, Perciman Cavey raffte Versprengte, Depotbataillone, Mitrailleure, Pioniere und Erdarbeiter zusammen und fing den Stoß des Korps Gontard am südlichen Sommeufer bei Corbie auf. Es war für einen erfolgreichen deutschen Durchbruch bereits zu spät, die Schranke die General Fayolle aufgerichtet hatte, war nicht mehr aufzubrechen. Die mit Hindernissen versehenen und mit Geschütz und Maschinengewehren gespickten Erdwälle hielten jedem Anlauf stand. Am Morgen des 5. April trat zudem die australische 9. Brigade (Brig. Gen. Charles Rosenthal) von der 3. Division in Aktion.
Der Angriff auf Villers-Bretonneux war der letzte bedeutende deutsche Angriff, weitere Vorstöße zur Eroberung von Amiens wurden aufgegeben. Die Operation Michael wurde am 6. April 1918 auf Ludendorffs Befehl abgebrochen und wieder zum Stellungskrieg übergegangen.

## Nachspiel: Erzengel-Angriff
Ludendorff musste wegen der bei der Truppe zu Tage tretenden Verfallserscheinungen schnellstens vier weitere Offensiven ansetzen. Durch Kräfteverschiebungen wurde versucht, in Flandern und im Raum Noyon an den neuen Angriffsstellen ein örtliches Übergewicht zu schaffen.
Während der Kaiserschlacht war der Nordflügel der 7. Armee der 18. Armee im Raum westlich von La Fere auf die Oise gefolgt. Angesichts des Mangels an Truppen war ein weiterer Angriff verschoben worden. Der keilförmige Frontvorsprung bot den Deutschen die Möglichkeit, von Nord-West und aus dem Osten die Franzosen beidseitig anzugreifen.
Am 6. April kam nach dem Erliegen der Kaiserschlacht der „Erzengel-Angriff“ in Ausführung. Ein neuer deutscher Angriff durch den rechten Flügel der 7. Armee wurde im Raum Noyon-Chauny angesetzt, er hatte die vorrangige Aufgabe die noch offene Südflanke der 18. Armee zu sichern.
Rechts wurde das VIII. Armee-Korps unter General von Schoeler mit der 5. und 75. Reserve-Division, sowie der 223. Infanterie-Division angesetzt. Links führte General Wichura sein VIII. Reserve-Korps die 222. und 241. Infanterie-Division zum Angriff. Zusätzlich wurden noch drei frische Angriffsdivisionen (30. und 227. Infanterie-Division sowie 14. Reserve-Division) herangezogen. Die Gruppe Schoeler griff bei Chauny und La Fere über die Oise an, während das VIII. Reserve-Korps vom Osten angriff.
Am 6. April um 3.30 Uhr am Morgen eröffnete die deutsche Artillerie das Feuer. Die Höhen von Coucy-le-Château-Auffrique waren das Endziel der begrenzten Offensive. Der Angriff gegen die Höhen von Amigny gelang, es folgte die Überquerung der Oise bei Chauny. Am Nachmittag des 8. April erreichten die Angreifer den Fluss. Die deutsche Artillerie folgte der Infanterie durch bewaldete Schluchten auf der Suche nach geeigneten Positionen, von denen sie das weitere Vorgehen unterstützen könnte. Das VIII. Korps nahm Chauny und warf zwei Pontonbrücken über die Oise, wehrte einen Gegenangriff ab und bildete an der Linie Abbecourt-Bichancourt-Sinceny die neue Frontlinie aus. Das VIII. Reserve-Korps stürmte die Höhen bei Amigny und besetzte den Wald von Coucy. Der Rest des Waldes fiel bis zum Abend, dann war eine Linie erreicht, die von Champs über die Ailette nach Folembray nach Fresne führte. Auf halbem Weg durch den Wald erreichte der Angriff die Eisenbahnlinie von Chauny nach Barisis. Bis zum 9. April war der Oise-Aisne Kanal erreicht. Dieser unerwartet schnelle Erfolg brachte neben 900 Kriegsgefangenen einen Geländegewinn von 10 km Breite und 6 km Tiefe.

## Bilanz
Die Verluste der Operation Michael beliefen sich auf 239.800 Tote und Verwundete auf der deutschen Seite und etwa 254.700 Tote, Verwundete und Vermisste auf Seiten der Entente. Die deutschen Verluste werden im Sanitätsbericht über das deutsche Heer wie folgt angegeben: An der Offensive waren im Zeitraum vom 21. März 1918 bis zum 10. April 1918 unter Einbeziehung des Angriffes durch die 7. Armee fast 90 Divisionen mit 1.386.585 Soldaten beteiligt. Die deutschen Verluste betrugen: 239.558 Mann, davon 35.163 Tote, 181.694 Verwundete und 22.701 Vermisste, dazu kamen später noch 64.192 Erkrankte. Anfang April startete die Offensive Georgette in Flandern, die 6. Armee versuchte dabei in Richtung auf Armentieres durchzubrechen. Die deutschen Verluste von 21. März – 30. April, also mit Einbeziehung der Ausfälle während der Vierten Flandernschlacht betrugen 348.300 Soldaten. Die Truppen der Entente verloren im gleichen Zeitraum 328.000 Soldaten, davon die Franzosen 92.004 Soldaten und Briten 236.300. Mann. Mehr als 90.000 Gefangene und 1100 Geschütze fielen in deutsche Hand.
Nach der britischen Official History (1935) von Brigadier General James E. Edmonds, Major-General H.R. Davies und Lieutenant Colonel R. G. B. Maxwell-Hyslop verloren die Alliierten etwa 255.000 Menschen, die Briten hatten dabei 177.739 Tote, Verwundete und Vermisste. Die britische 5. Armee verlor 90.882 und die 3. Armee 78.860 Soldaten. Die größten Verluste hatten die 36. (Ulster) Division mit 7.310, die (irische) 16. Division mit 7.149 und die 66. (2 East Lancashire) Division mit 7.023 Mann. Alle drei Formationen wurden zerschlagen und mussten aus der Front gezogen werden. Sechs weitere Divisionen verloren mehr als 5.000 Soldaten.
Martin Middlebrook schrieb 1978, dass am ersten Angriffstag, dem 21. März, bei 31 eingesetzten Divisionen die deutschen Verluste bei 39.929 Mann und die britischen Ausfälle bei 38.512 Soldaten lagen. Middlebrook gibt in seinem Werk die britischen Verluste bis zum 5. April auf 160.000 Mann an, davon 22.000 Tote, 75.000 Gefangene und 65.000 Verwundete. Die Verluste der Franzosen betrugen im gleichen Zeitraum etwa 80.000 und der deutschen Angreifer 250.000 Soldaten.
Evans gibt die Verluste der Alliierten mit 254.800 Mann an, davon viele ausgebildete Sturmtruppen, 1.300 Gewehre, 2.000 Maschinengewehre und 200 Panzer fielen in die Hände der Deutschen. Laut ihm verloren die Briten 177.739 Mann, davon gingen 77.000 in Gefangenschaft, die weniger an den Kämpfen beteiligten Amerikaner hatten 77 Mann verloren, die Franzosen 77.000 Mann, von denen 17.000 vom Gegner gefangen wurden.